# 2022
سنة 2022 م (بالأرقام الرومانية: MMXXII) هي سنة بسيطة بدأت يوم السبت (الرابط يظهر نموذج الجدول الزمني الكامل للسنة) من التقويم الغريغوري. وهي السنة 2022 بعد الميلاد والسنة 22 في الألفية الثالثة والقرن الواحد والعشرين والسنة الثالثة في عقد 2020.

## أحداث

### يناير/كانون الثاني
- 2 يناير – رئيس الوزراء السوداني عبد الله حمدوك يُعلن استقالته من منصبه.
- 5 يناير – استقالة الحكومة في كازاخستان بعد اندلاع احتجاجات واسعة لعدة أيام بسبب رفع أسعار الوقود.
- 9 يناير – انطلاق كأس أفريقيا لكرة القدم في الكاميرون.
- 9 يناير -نشوب حريق في شقة بحي برونكس مما أدى إلى مقتل 17 شخص وإصابة 44 شخص آخرين.
- 10 يناير – تشكيل حكومة جديدة في هولندا بعد الانتخابات التي جرت في نهاية 2021، وهي الحكومة الرابعة برئاسة مارك روته.
- 17 يناير – ثورة بركان في تونغا في المحيط الهادئ، أعقبه تسونامي امتد تأثيره لعدة دول مجاورة.
- 17 يناير – البولندي روبرت ليفاندوفسكي يتوج بجائزة الفيفا لأفضل لاعب والإسبانية أليكسيا بوتياس تتوج بجائزة الفيفا لأفضل لاعبة ضمن حفل توزيع جوائز الفيفا للأفضل كرويًّا 2021.
- 18 يناير – انتخاب النائبة المالطية روبرتا ميتسولا لمنصب رئيسة البرلمان الأوروبي خلفًا لديفيد ساسولي.
- 19 يناير – فوز حزب العمال في باربادوس برئاسة ميا موتلي بكل المقاعد في الانتخابات العامة، وهي أول انتخابات بعد التحول إلى النظام الجمهوري.
- 22 يناير – وفاة المخرج السوري بسام الملا عن عمر ناهز 66 عامًا
- 23 يناير – وقوع انقلاب عسكري في بوركينا فاسو واعتقال الرئيس روش مارك كريستيان كابوري ورئيس البرلمان وأعضاء الحكومة وتعطيل العمل بالدستور.
- 24 يناير – بدء التصويت في انتخابات الرئاسة الإيطالية لاختيار الرئيس الثالث عشر للجمهورية الإيطالية.
- 24 يناير – حدوث كارثة في ملعب أوليمبي في الكاميرون مما أدى إلى مقتل 8 من الأشخاص وإصابة 38 شخصا آخر قبل مباراة الكاميرون وموريتانيا.
- 29 يناير – إعادة انتخاب سيرجيو ماتاريلا رئيسًا لإيطاليا في الاقتراع الثامن من الانتخابات التي استمرت لستة أيام.
- 30 يناير – الانتخابات التشريعية البرتغالية 2022
- 31 يناير – فوز الحزب الاشتراكي برئاسة رئيس الوزراء أنطونيو كوستا بالأغلبية المطلقة في الانتخابات البرلمانية المبكرة في البرتغال.

### فبراير/شباط
- 1 فبراير – مقتل 11 شخصًا وإصابة آخرين في محاولة انقلابية فاشلة في غينيا بيساو.
- 3 فبراير– مقتل زعيم تنظيم داعش أبو إبراهيم الهاشمي بعد غارة أمريكية نفذتها قيادة العمليات الخاصة المشتركة.
- 4 فبراير – إنطلاق الألعاب الأولمبية الشتوية 2022 في بكين بالصين.
- 5 فبراير – مقتل ما لا يقل عن 21 شخصًا وتدمير العديد من المباني في مدغشقر جراء إعصار باتسيراي.
- 5 فبراير – وفاة الطفل ريان أورام ببلدة في إقليم شفشاون شمال المغرب عن عمر 5 أعوام بعد أن علق في بئر على عمق 32 متراً في 1 فبراير.
- 6 فبراير – فوز منتخب السنغال بكأس الأمم الأفريقية 2021 بعد تفوقه بركلات الترجيح أمام المنتخب المصري.
- 13 فبراير – الجمعية الاتحادية الألمانية تنتخب الرئيس الحالي فرانك-فالتر شتاينماير لفترة رئاسية ثانية مدتها خمس سنوات.
- 15 فبراير – مقتل ما لا يقل عن 152 شخصًا بسبب فيضانات وانهيارات أرضية في بلدية بتروبوليس، ريو دي جانيرو في البرازيل.
- 21 فبراير – الرئيس الروسي فلاديمير بوتين يُعلن اعتراف روسيا بلوغانسك ودونيتسك جمهوريتين مستقلتين عن أوكرانيا.
- 22 شباط/فبراير – إنهاء عمل لجنة الأمم المتحدة للتعويضات التي كانت تشرف على استقطاع تعويضات من حكومة العراق نتيجة لغزوها واحتلالها للكويت.
- 24 فبراير – روسيا تبدأ غزو أوكرانيا بعد حشد عسكري مطول.
- 25 فبراير – مقتل 12 شخصًا وإصابة 388 جراء زلزال ضرب جزيرة سومطرة في إندونيسيا.
- 27 فبراير -إعلان نتائج الاستفتاء الدستوري في بيلاروسيا بالموافقة على التعديلات المقترحة، رغم مقاطعة المعارضة للاستفتاء.
- 28 فبراير – تحتفل مصر بمرور 100 عام على استقلالها عن المملكة المتحدة.

### مارس/أذار
- 4 مارس – 56 قتيلًا و194 جريحًا بهجوم انتحاري على مسجد شيعي في مدينة بيشاور شمال غربي باكستان.
- 6 مارس – وفاة السياسي الكويتي أحمد محمد الخطيب عن عمر ناهز 95 عامًا.
- 9 مارس – روسيا تعلن طرد السفير الأمريكي لديها.
- 9 مارس – الانتخابات الرئاسية في كوريا الجنوبية 2022.
- 9 مارس – فوز مُرشح المُعارضة يون سوك يول في الانتخابات الرئاسية لكوريا الجنوبية.
- 15 مارس-فوز سردار بردي محمدوف بنسبة 72.97٪ من الأصوات في الانتخابات الرئاسية المبكرة، ليخلُف والده في حكم تركمانستان.
- 16 مارس – الانتخابات البلدية الهولندية 2022
- 18 مارس - افتتاح جسر جنق قلعة 1915 الرابط بين آسيا وأوروبا فوق مضيق الدردنيل ليُصبح أطول جسر مُعلَّق في العالم حتَّى تاريخه.
- 21 مارس – تحطم طائرة ركاب صينية ووفاة 132 شخصًا في منطقة جبلية في قوانغشي جنوبيّ الصين.
- 26 مارس – إعلان فوز حزب العمل الحاكم في مالطا برئاسة روبرت أبيلا بالأغلبية في الانتخابات العامة بنسبة 55.04%.

### أبريل/نيسان
- 3 أبريل – استقالة جماعية للوزراء في سريلانكا بعد يومين من اندلاع احتجاجات واسعة ضد حكومة الرئيس جوتابايا راجاباكسا وفرض حالة الطوارئ وقطع وسائل التواصل الاجتماعي.
- 7 أبريل – الرئيس اليمني عبد ربه منصور هادي يعلن نقل كامل صلاحياته لمجلس القيادة الرئاسي برئاسة رشاد محمد العليمي.
- 8 أبريل – خروج المئات في احتجاجات في عدد من محافظات وسط وجنوب العراق بعد دعوة رجل الدين محمود الحسني الصرخي إلى هدم المراقد الدينية المشيدة في البلاد.
- 10 أبريل – سحب الثقة من رئيس وزراء باكستان عمران خان
- 10 أبريل – الانتخابات الرئاسية الفرنسية 2022.
- 11 أبريل – البرلمان الباكستاني ينتخب شهباز شريف رئيسًا للوزراء خلفًا لعمران خان بعد حجب الثقة عنه.
- 15 أبريل – قوات الاحتلال الإسرائيلية تقتحم المسجد الأقصى لإقامة شعائر لمدة أسبوع في باحة المسجد بمناسبة عيد الفصح اليهودي، وإصابة ما لا يقل عن 90 فلسطينيًا.
- 24 أبريل – الرئيس الفرنسي إيمانويل ماكرون يفوز بولاية رئاسية جديدة لمدة خمس سنوات بعد الجولة الثانية من الانتخابات على حساب مارين لوبان.
- 25 أبريل – مجلس إدارة تويتر يقبل عرض إيلون ماسك الاستحواذ على المنصة في صفقة قيمتها حوالي 44 مليار دولار أمريكي.
- 28 أبريل – برلمان الجبل الأسود ينتخب دريتان أبازوفيتش لمنصب رئيس الوزراء.

### مايو/أيار
- 7 مايو – فوز التونسية أُنس جابر، المصنفة العاشرة عالمياً في بطولة مدريد المفتوحة للأساتذة، بعد فوزها على الأمريكية جيسيكا بيغلا، لتصبح أول لاعبة عربية وإفريقية تفوز بأحد بطولات التنس الكُبرى التسع.
- 7 مايو – حزب شين فين برئاسة ميشيل أونيل يتصدر نتائج انتخابات جمعية أيرلندا الشمالية، وهي المرة الأولى التي يفوز بها حزب قومي بأكبر عدد من المقاعد.
- 11 مايو – مقتل الصحفية الفلسطينية شيرين أبو عاقلة أثناء تغطيتها لعملية عسكرية إسرائيلية في مخيم جنين.
- 13 مايو – وفاة رئيس دولة الإمارات العربية المتحدة الشيخ خليفة بن زايد آل نهيان عن عمر ناهز 73 عاما.
- 14 مايو – المجلس الأعلى للاتحاد ينتخب حاكم أبو ظبي الشيخ محمد بن زايد آل نهيان رئيسًا لدولة الإمارات العربية المتحدة خلفًا للشيخ خليفة بن زايد آل نهيان.
- 14 مايو – نهائي مسابقة الأغنية الأوروبية لعام 2022
- 15 مايو – انتخاب حسن شيخ محمود رئيسًا للصومال بعد الانتخابات غير المباشرة التي أُجريت في البلاد.
- 20 مايو – وفاة الشاعر العراقي مظفر النواب عن عمر ناهز 88 عامًا.
- 23 مايو – فوز حزب العمال في أستراليا بقيادة أنتوني ألبانيز بأغلبية المقاعد في الانتخابات الاتحادية الأسترالية.
- 24 مايو – حادث إطلاق نار في مدرسة ابتدائية في تكساس يؤدي إلى مقتل 19 طفلًا ومعلمين.
- 28 مايو – ريال مدريد يتغلب على نادي ليفربول بنتيجة 1-0 في نهائي دوري أبطال أوروبا، ليُتوج باللقب للمرة الرابعة عشرة في تاريخه.
- 29 مايو – تحطم طائرة تارا إير الرحلة 197 في نيبال بعد 12 دقيقة من إقلاعها، ومقتل جميع مَن على متنها البالغ عددهم 22 شخصًا.
- 30 مايو – الوداد الرياضي يتغلب على النادي الأهلي بنتيجة 2–0 في نهائي دوري أبطال أفريقيا، ليُتوج باللقب للمرة الثالثة في تاريخه.

### يونيو/حزيران
- 1 يونيو – تغيير كتابة اسم «تركيا» بالإنجليزية ونُطقه في المنظمات الدولية، ليُصبح «Turkiye» وليس «Turkey»، ليُطابق نُطقه باللغة التركية والعربية، ولمنع التشابه مع كلمات لها معان أخرى.
- 1 يونيو – الناخبون الدنماركيون يؤيدون في استفتاء شعبي المشاركة في السياسة الأمنية والدفاعية المشتركة للاتحاد الأوروبي.
- 4 يونيو – مقتل 41 وإصابة 450 شخصًا على الأقل إثر وقوع حريق تلاه انفجارات في مستودع حاويات في سيتاكوندا ببنغلاديش.
- 6 يونيو – إدانة وشجب من دول عربية وإسلامية لتصريحات مسؤولين في حزب بهاراتيا جاناتا استهدفت النبي محمد.
- 7 يونيو - إعلان الموافقة على تعديلات دستورية واسعة النطاق في كازاخستان بعد موافقة 77.18% من المصوتين في الاستفتاء، بنسبة تصويت بلغت 68.05%.
- 19 يونيو- المنتخب السعودي الأولمبي يُتوَّج بكأس آسيا تحت 23 سنة لكرة القدم 2022 للمرة الأولى في تاريخه، بعد تغلبه على منتخب أوزبكستان الأولمبي في النهائي.
- 19 يونيو- التونسية أُنس جابر، المصنفة رابعة عالمياً، أصبح أول لاعبة عربية تفوز ببطولة برلين لكرة المضرب للسيدات على الملاعب العشبية، بعد فوزها في النهائي على السويسرية بيلندا بنشيتش.
- 19 يونيو -فوز غوستافو بيترو في الانتخابات الرئاسية في كولومبيا بنسبة 50.44%، ليُصبح أول رئيسٍ يساريٍ للبلاد.
- 22 يونيو-مصرع أكثر من 1500 وإصابة أكثر من 2000 جراء زلزال ضرب أفغانستان وباكستان بلغت شدته 6 بمقياس ريختر.
- 24 يونيو-المحكمة العليا في الولايات المتحدة تُصدر حُكمًا في قضية دوبس ضد منظمة جاكسون مُفاده أن دستور الولايات المتحدة لا يُعطي أي حق للإجهاض.
- 26 يونيو-مقتل 21 بينهم قُصَّر في حادثة بملهى ليلي في مدينة إيست لندن، كيب الشرقية، في جنوب أفريقيا.

### يوليو/تموز
- 1 يوليو- فرض حالة الطوارئ في منطقة قرقل باغستان في أوزبكستان بعد اندلاع احتجاجات ضد مُقترح لتعديلات دستورية تحد من الحكم الذاتي للمنطقة.
- 3 يوليو - مقتل عدة أشخاص في حادثة إطلاق النار في مركز تسوق بالعاصمة الدنماركية كوبنهاغن.
- 6 يوليو - بطولة أمم أوروبا لكرة القدم للسيدات 2022.
- 8 يوليو - مقتل رئيس وزراء اليابان السابق شينزو آبي بالرصاص عن عمر ناهز 67 عامًا، في أثناء إلقائه خطابًا في تجمع انتخابي في مدينة نارا.
- 9 يوليو -فرار الرئيس السيرلانكي جوتابايا راجاباكسا إثر اقتحام المتظاهرين لمنزله ضمن احتجاجات واسعة ضد الفساد في البلاد
- 11 يوليو - ناسا تكشف عن أول صورة حقل عميق التقطها تليسكوب جيمس ويب وتُعَد أعمق وأدق صورة التقطت للكون في تاريخ البشرية.
- 15 يوليو-انعقاد قمة جدة للأمن والتنمية في مدينة جدة في المملكة العربية السعودية، بحضور الرئيس الأمريكي جو بايدن وقادة دول مجلس التعاون الخليجي، بالإضافة إلى قادة مصر والعراق والأردن.
- 18 يوليو - فوز دروبادي مورمو من حزب بهاراتيا جاناتا بالانتخابات الرئاسية الهندية بنسبة 64.03%، لتصبح ثاني امرأة تشغل هذا المنصب بعد براتيبا باتيل.
- 20 يوليو - هجوم على منتجع سياحي في زاخو، قضاء زاخو، دهوك في شمال العراق (إقليم كردستان).[4][5]
- 25 يوليو -إستفتاء دستوري في تونس للتصويت على مشروع دستور جديد للبلاد.
- 31 يوليو -مقتل زعيم تنظيم القاعدة أيمن الظواهري عن عمر 71 عامًا، في غارة أمريكية بطائرة مسيرة في كابل عاصمة أفغانستان.

### أغسطس/آب
- 17 اغسطس - الرئيس قيس سعيد يوقع على دستور الجمهورية التونسية الجديد و ينشره ليدخل بذلك حيز النفاذ.
- 20 أغسطس - حصلت حادثتين مُنفصلتين في تركيا بمواقع مُختلفة وقَد لقي ما لا يقل عن 35 شخصًا مصرعهم في الحادثتين كما أوردت بعض المصادر في تركيا.[6]
- 25 أغسطس - إعلان حالة الطوارئ في باكستان بعد وفاة قرابة 1200 وإصابة أكثر من 1700 آخرين، وتضرر مئات الآلاف من المنازل وقطع العديد من الطرق جراء الفيضانات الشديدة التي اجتاحت البلاد.
- 30 أغسطس - وفاة ميخائيل غورباتشوف آخر رئيس للاتحاد السوفيتي، عن عمر ناهز 91 عامًا.
- 31 ديسمبر-المفوضية السامية للأمم المتحدة لحقوق الإنسان تُعلن تقريرها حول انتهاكات حقوق الإنسان في منطقة الأويغور في الصين، وتصفها بأنها تُشكل جرائم ضد الإنسانية.

### سبتمبر/أيلول
- 1 سبتمبر-نجاة كريستينا فرنانديز دي كيرشنر نائبة رئيس الأرجنتين من محاولة اغتيال نفذها شاب برازيلي مُقيم في الأرجنتين.
- 5سبتمبر – مصرع 65 شخصًا وإصابة 250 آخرين إثر وقوع زلزال ضرب منطقة لودينغ في الصين بلغت قوته 6.8 بمقياس ريختر.
- 5 سبتمبر - حزب المحافظين البريطاني يختار ليز تبراس لزعامة الحزب ورئاسة الوزراء خلفا لبوريس جونسون.
- 6 سبتمبر: الملكة إليزابيث الثانية تقبل استقالة بوريس جونسون من منصب رئيس الوزراء، وتُكلف ليز تراس رسميا بتشكيل الحكومة في بريطانيا.
- 8 سبتمبر: وفاة الملكة إليزابيث الثانية ملكة المملكة المتحدة وست عشرة دولة من دول الكومنولث، عن عمر ناهز 96 عامًا، وولي العهد تشارلز يخلفها ملكًا.
- 10 سبتمبر -تنصيب تشارلز الثالث ملكا لبريطانيا والأمير ويليام وليا للعهد.
- 11 سبتمبر -مصرع 7 أشخاص وإصابة 24 آخرين إثر وقوع زلزال ضرب مقاطعة موروب في بابوا غينيا الجديدة بلغت قوته 7.6 بمقياس ريختر.
- 11 سبتمبر: مصرع 7 أشخاص وإصابة 24 آخرين إثر وقوع زلزال ضرب مقاطعة موروب في بابوا غينيا الجديدة بلغت قوته 7.6 بمقياس ريختر
- 12 سبتمبر: مقتل ما يزيد عن 170 جنديًا بعد تجدد الاشتباكات الحدودية بين أرمينيا و أذربيجان.
- 16 سبتمبر: مقتل الشابة مهسا أميني في العاصِمة الإيرانيّة طهران، من قِبل شرطة الأخلاق، مما ادى إلى إحتجاجات ومظاهرات عارمة في المدن الإيرانية.
- 23 سبتمبر: إعصار إيان في الولايات المتحدة.
- 26 سبتمبر-جورجا ملوني تفوز باالانتخابات العامة الإيطالية .
  - 26 سبتمبر-وفاة الشيخ يوسف القرضاوي مؤسس الاتحاد العالمي للعلماء المسلمين .
  - الإسلامية منذ وفاة الشابة مهسا أميني منتصف أيلول/سبتمبر 2022.
  - 30 سبتمبر-انقلاب بوركينا فاسو سبتمبر 2022.
  - توقيع اتفاقيات ضم مقاطعتي دونيستك، لوغانسك، زاباروجيا، خيرسون إلى روسيا في موسكو بالكرملين.
  - انتحاري يفجر نفسه بمركز تعليمي في كابل، أفغانستان ما أسفر عن مقتل 50 وإصابة 100 معظمهم من الطالبات.

### أكتوبر/تشرين الأول
- 1 أكتوبر –
  - قُتل أزيد من 125 شخص في حادثة تدافع ملعب كانجوروهان في إندونيسيا.
  - إنهيار بناية مجمع طبي بالكامل في منطقة الكرادة قرب ساحة الواثق ببغداد، مما اسفر عن سقوط قتلى وجرحى.
- 13 أكتوبر : مجلس النواب العراقي ينتخب عبد اللطيف رشيد رئيساً عاشراً للعراق ومحمد شياع السوداني رئيساً للوزراء.
- 17 أكتوبر : تُوج اللاعب كريم بنزيما، بجائزة الكرة الذهبية لأحسن لاعب في العالم لعام 2022، متقدما على لاعب بايرن ميونيخ والمنتخب السنغالي، ساديو ماني.
- 20 أكتوبر : رئيسة الوزراء البريطانية ليز تراس تُعلن استقالتها من زعامة حزب المحافظين، بعد 45 يوما فقط من توليها المنصب.
- 22 أكتوبر : نادي السيب العُماني يُتوج بكأس الاتحاد الآسيوي ويمنح سلطنة عمان أول لقب قاري.
- 24 أكتوبر – انتخاب ريشي سوناك زعيما لحزب المحافظين ورئيسا للحكومة البريطانية.
- 25 أكتوبر –
  - كسوف جزئي للشمس شمل مناطق واسعة من العالم بينها 11 دولة عربية.
  - العاهل البريطاني تشارلز الثالث يُكلف زعيم حزب المحافظين ريشي سوناك بتشكيل الحكومة.
- 25 أكتوبر – مجزرة شيراز، هجوم مسلح على مرقد شاه ‌جراغ في مدينة شيراز، إيران، والذي أسفر عن مقتل 15 شخصًا وإصابة أكثر من 40 آخرين.
- 28 أكتوبر : الملياردير الأمريكي إيلون ماسك يستحوذ على تويتر مقابل 44 مليار دولار.
- 29 أكتوبر –
  - مقتل 153 شخص وإصابة أكثر من 100 جريح في حادث تدافع احتفالات الهالوين في مدينة سول بكوريا الجنوبية.
  - لقي ما لا يقل عن 100 شخص مصرعهم وأصيب 300 آخرون في انفجار مزدوج بسيارة مفخخة في العاصمة الصومالية مقديشو.

### نوفمبر/تشرين الثاني
- 1 نوفمبر - الرئيس البرازيلي السابق لولا دا سيلفا يفوز بالانتخابات الرئاسية بعد حصوله على 50.9 بالمئة من الأصوات، متفوفقا على الرئيس المنتهية ولايته جايير بولسونارو.
- 2 نوفمبر - توقيع إتفاقية سلام بين حكومة إثيوبيا والجبهة الشعبية لتحرير تغراي في بريتوريا بجنوب إفريقيا لإنهاء صراع دام لعامين.
  - إئتلاف رئيس الوزراء السابق بنيامين نتنياهو (الليكود) يفوز بأغلبية مقاعد الكنيست في الإنتخابات التشريعية.
- 3 نوفمبر - وقوع محاولة إغتيال لرئيس الوزراء الباكستاني السابق عمران خان في وزير أباد بباكستان ما أدى لمقتل المهاجم وإصابة 9.
- 6 نوفمبر - تحطم الرحلة 494 في بحيرة فيكتوريا في تنزانيا، مما أسفر عن مقتل 19 شخصًا من بين 43 كانوا على متنها.
- 7 نوفمبر - مؤتمر الأمم المتحدة للمناخ الـ27 في مصر.
- 12 نوفمبر - إنقلاب حافلة في «ترعة التوفيقي» بمحافظة الدقهلية في مصر ما أسفر عن مقتل 24 شخصاً وإصابة 6.
- 13 نوفمبر - وقوع تفجير في شارع الإستقلال في إسطنبول يسفر عن مقتل 6 وإصابة 81 شخصاً.
- 17 نوفمبر - وقوع حريق بمبنى سكني بمخيم جباليا في قطاع غزة يسفر عن مقتل 21 شخص وإصابة آخرين.
- 20 نوفمبر - انطلاق كأس العالم 2022 في دولة قطر.
- 21 نوفمبر - زلزال بقوة 5.6 ريختر يضرب جزيرة جاوة الغربية في إندونيسيا مما تسبب في مقتل 286 شخصاً على الأقل وإصابة أكثر من 1083.
- 24نوفمبر -تعيين أنور إبراهيم رئيسًا للوزراء في ماليزيا، بعد الانتخابات العامة التي أنتجت برلمانا معلقا.

### ديسمبر/كانون الأول
- 4 ديسمبر - عقب محاولة انقلاب فاشلة في بيرو، البرلمان البيروفي يعزل الرئيس بيدرو كاستيلو، ويُنَصِّب دينا بولوارت خلفًا له.
- 6 ديسمبر - الانتخابات العامة المبكرة في دومينيكا تُسفر عن فوز حزب العمل الحاكم بأغلبية المقاعد.
- 16 ديسمبر - مصرع 24 شخصًا وإصابة 8 آخرين بينما ما زال 9 مفقودين إثر انهيار أرضي في باتانغ كالي بماليزيا.
- 18 ديسمبر - منتخب الأرجنتين لكرة القدم يحقق كأس العالم للمرة الثالثة في تاريخه، بعد تغلبه بركلات الترجيح على نظيره الفرنسي في مباراة النهائي، واختيار ليونيل ميسي أفضل لاعب في البطولة.
- 21 ديسمبر - عاصفة ثلجية تضرب أمريكا الشمالية وتُخلف 71 قتيلًا وتؤدي إلى إلغاء آلاف الرحلات الجوية وإغلاق العديد من الطرق، وانخفاض قياسي في درجات الحرارة.
- 29 ديسمبر - وفاة لاعب كرة القدم البرازيلي بيليه عن عمر يناهز 82 عامًا، والذي يُعد من أعظم لاعبي اللعبة على مر العصور.
- 31 ديسمبر - وفاة البابا الفخري بندكت السادس عشر في مقر إقامته في الفاتيكان، عن عمر 95 عامًا.

## وفيات

### يناير

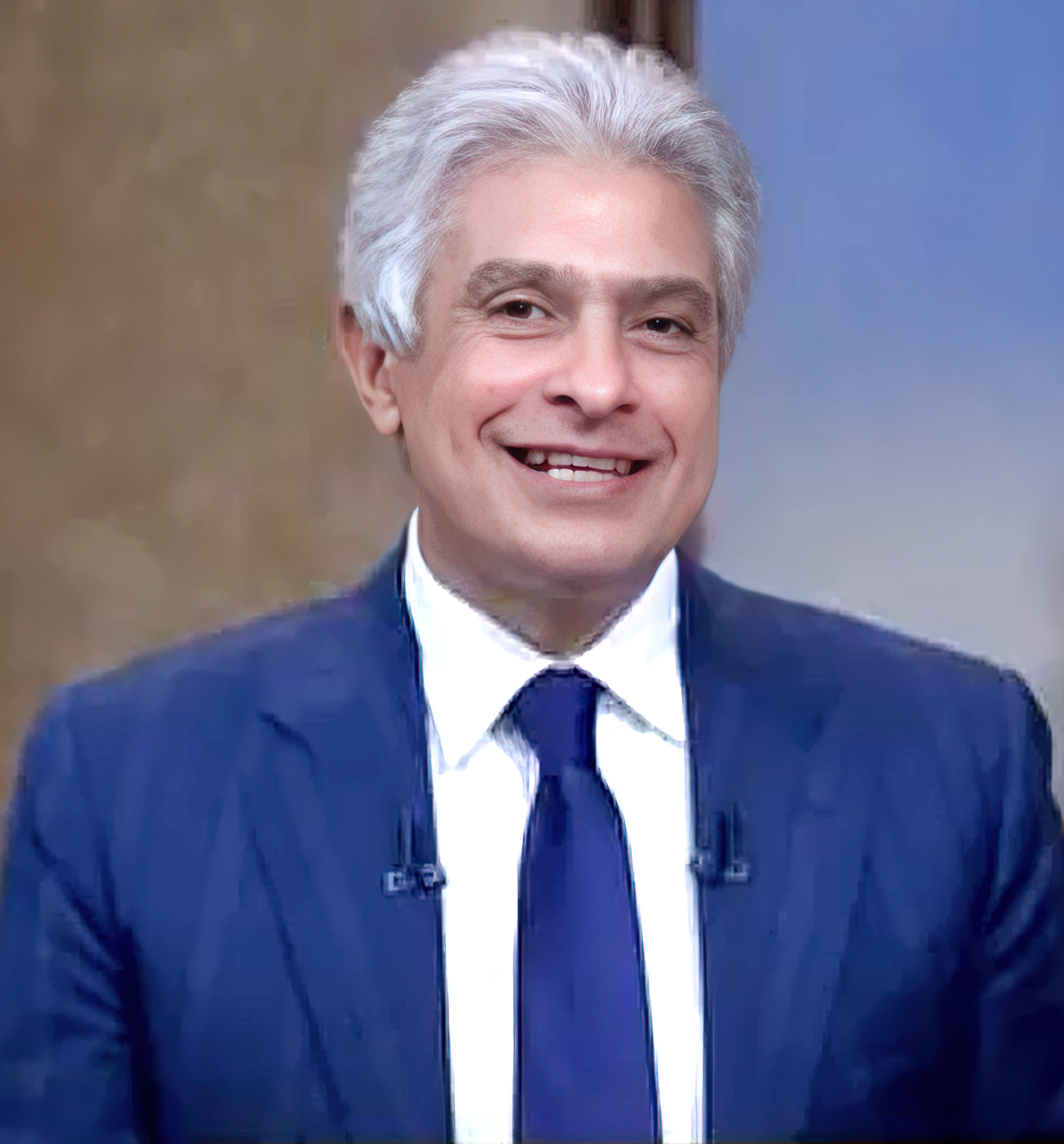
وائل الإبراشي

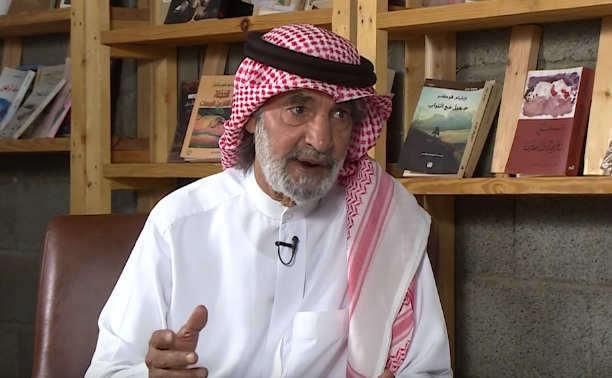
علي الهويريني

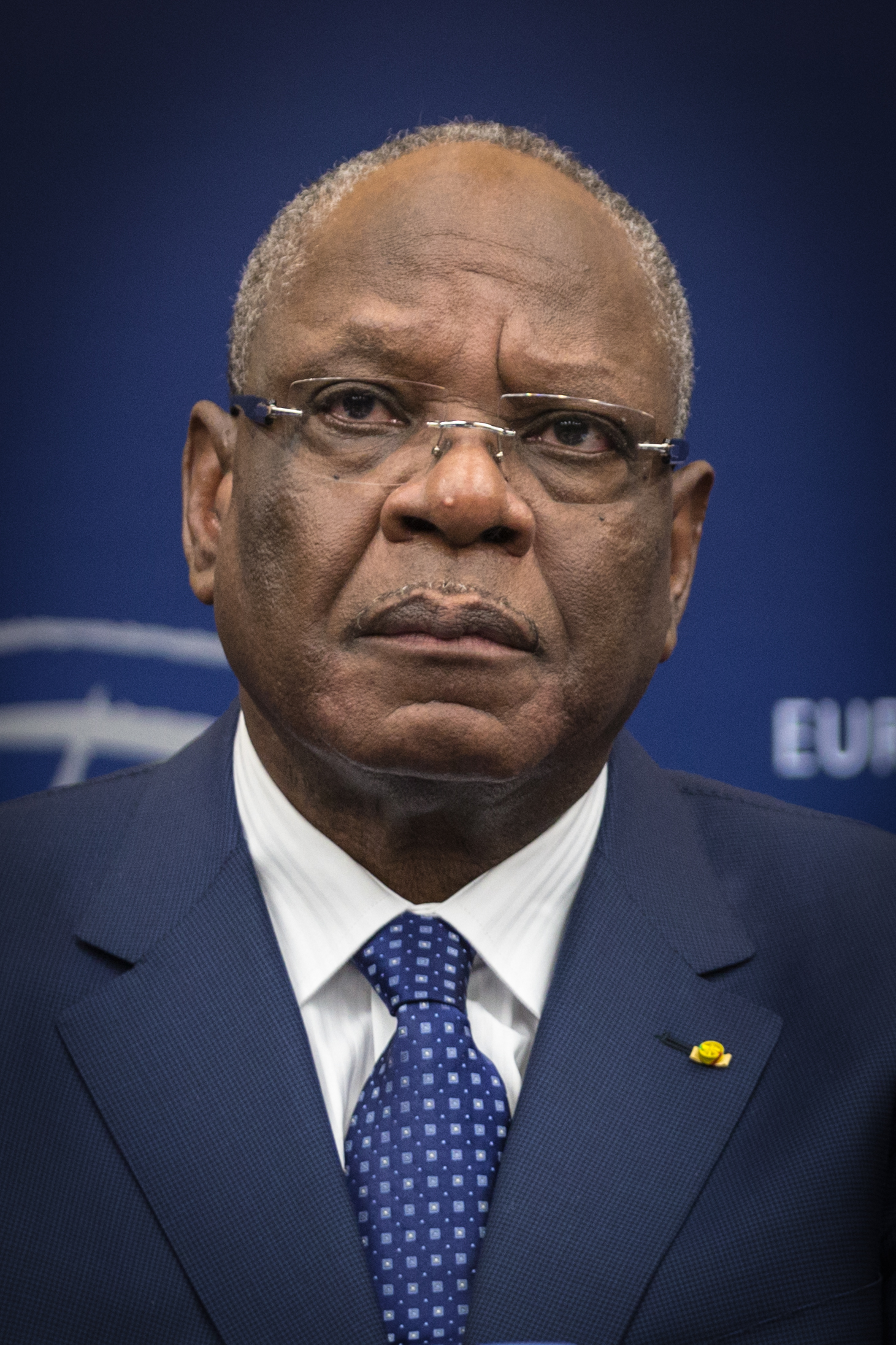
إبراهيم أبو بكر كيتا

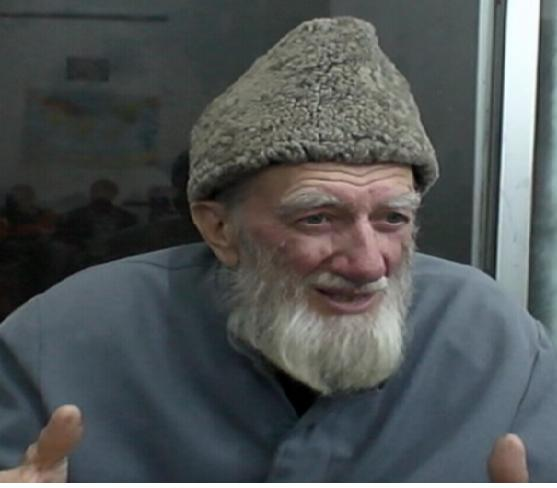
جودت سعيد

- 1 يناير:  ماكس جوليان، ممثل أمريكي.
- 2 يناير:  عبد المولى لنقي، سياسي ليبي.
- 2 يناير:  ينس يورغن هانسن، لاعب كرة قدم دنماركي.
- 3 يناير:  جينغ مين، كاتبة وشاعرة صينية.
- 3 يناير:  إبراهيم حجازي، إعلامي مصري.
- 3 يناير:  كمال لموي، مدرب كرة قدم جزائري.
- 3 يناير:  أوسو كونان، لاعب كرة قدم من ساحل العاج.
- 3 يناير:  مردخاي بن بورات، سياسي إسرائيلي من أصلٍ عراقي.
- 5 يناير:  صالح اللحيدان، عالم مسلم سعودي.
- 5 يناير:  محمد حلمي، ممثل ومُخرج جزائري.
- 6 يناير:  مها أبو عوف، ممثلة مصرية.
- 6 يناير:  بيتر بوغدانوفيتش، مخرج أمريكي من أصلٍ صربي.
- 6 يناير:  فرانسيسكو سيونيل خوسيه، كاتب فلبيني.
- 6 يناير:  سيدني بواتييه، ممثل أمريكي، أول الأمريكيين الأفارقة الذين حازوا على جائزة الأوسكار.
- 6 يناير:  رومولو مينديز، حكم دولي لكرة القدم غواتيمالي.
- 6 يناير:  عمر دخوش، مغني وممثل مغربي.
- 6 يناير:  كالفين سيمون، مغني أمريكي.
- 8 يناير:  سنان الشبيبي، اقتصادي عراقي.
- 9 يناير:  دواين هيكمان، ممثل أمريكي.
- 9 يناير:  تهاني الجبالي، سياسية وقاضية مصرية.
- 9 يناير:  وائل الإبراشي، صحفي وإعلامي مصري.
- 9 يناير:  عبد الكريم كروم، لاعب كرة قدم جزائري.
- 9 يناير:  بوب ساجيت، كوميدي أمريكي.
- 10 يناير:  خان جمال، عازف جاز أمريكي.
- 10 يناير:  هالة هرتصوغ، زوجة الرئيس الإسرائيلي حاييم هرتصوغ.
- 11 يناير:  ديفيد ساسولي، سياسي إيطالي.
- 11 يناير:  نور الدين صمود، شاعر تونسي.
- 11 يناير:  أحمد يلماز تشاليك، لاعب كرة قدم تركي.
- 12 يناير:  وحيد السنباطي، صحفي وممثل مصري.
- 12 يناير:  عثمان بلوزداد، مناضل مجاهد جزائري.
- 12 يناير:  أرشد ياسين، حارس صدام حسين وسياسي عراقي.
- 12 يناير:  روني سبيكتور، مغنية أمريكية.
- 12 يناير:  أحمد الطويلي، كاتب تونسي.
- 13 يناير:  علي الهويريني، ممثل وشاعر سعودي.
- 13 يناير:  وجيه قاسم، دبلوماسي وسياسي فلسطيني.
- 13 يناير:  هربرت أشترنبوش، ممثل وكاتب ألماني.
- 13 يناير:  سوني تورنر، مغني أمريكي.
- 14 يناير:  ديف ولفيرتون، كاتب روائي أمريكي.
- 14 يناير:  رون غولارت، روائي ومُؤرِّخ أمريكي.
- 14 يناير:  كارول سبيد، ممثلة أمريكية.
- 15 يناير:  فدوى عبيد، مطربة لبنانية.
- 15 يناير:  قيس العزاوي، مفكر وسياسي عراقي.
- 16 يناير:  إبراهيم أبو بكر كيتا، رئيس جمهورية مالي.
- 17 يناير:  أرماندو غاما، مغني برتغالي.
- 18 يناير:  علي حسن العبادي، أديب وشاعر وتربوي سعودي.
- 18 يناير:  فرانشيسكو خينتو، لاعب كرة قدم إسباني.
- 18 يناير:  إيفيت ميميو، ممثلة أمريكية.
- 19 يناير:  غاسبار أوليل، ممثل فرنسي.
- 19 يناير:  نيلس آرنه إغن، ومدرب كرة قدم نرويجي.
- 19 يناير:  غلوريا ماكميلان، ممثلة أمريكية.
- 19 يناير:  هاردي كروغر، ممثل ألماني.
- 20 يناير:  ميت لوف، موسيقي وممثل أمريكي.
- 20 يناير:  إدواردو فلوريس، لاعب كرة قدم أرجنتيني.
- 21 يناير:  مروان السباعي، ممثل سوري.
- 21 يناير:  لوي أندرسون، كوميدي أمريكي.
- 21 يناير:  جيمس فوربس، لاعب ومدرب كرة سلة أمريكي.
- 22 يناير:  بسام الملا، مخرج سوري.
- 22 يناير:  ثيت نات هانه، راهب بوذي وناشط سلام فيتنامي.
- 22 يناير:  هارتموت بيكر، ممثل ألماني.
- 22 يناير:  أنطونيو ليما بيريرا، لاعب كرة قدم برتغالي.
- 23 يناير:  منذر بن علي الحراصي، لاعب كرة قدم عماني.
- 23 يناير:  إيمانويل توموسيام موتبيل، اقتصادي أوغندي.
- 23 يناير:  تييري موغلر، مصمم أزياء فرنسي.
- 24 يناير:  أيبيرك بيكجان، ممثل تركي.
- 24 يناير:  شيلدون سيلفر، سياسي أمريكي.
- 24 يناير:  فاطمة جريك، ممثلة وسياسية تركية.
- 25 يناير:  فلاح عبود، ممثل عراقي.
- 25 يناير:  فيم يانسن، لاعب كرة قدم هولندي.
- 25 يناير:  إيتشيكا شورو، ممثلة فرنسية.
- 26 يناير:  ياسر رزق، كاتب وصحفي مصري.
- 26 يناير:  يحيى بن عثمان المدرس، مدرس في المسجد الحرام.
- 26 يناير:  سامي متولي، كاتب صحفي مصري.
- 27 يناير:  عبد اللطيف هلال، ممثل مغربي.
- 27 يناير:  بشير عباس، مُلَحِّن وموسيقيّ سوداني.
- 28 يناير:  عبد القادر البدوي، ممثل مغربي.
- 28 يناير:  جميل عرفات، كاتب ومُؤرّخ فلسطيني.
- 28 يناير:  صلاح عبد الفتاح الخالدي، عالم مُسلم أردني.
- 30 يناير:  جودت سعيد، عالم مسلم وفيلسوف سوري.
- 30 يناير:  تشيسلي كريست، ملكة جمال الولايات المتحدة.
- 31 يناير:  عبد السلام المحجوب، عسكري وسياسي ووزير مصري.

### فبراير

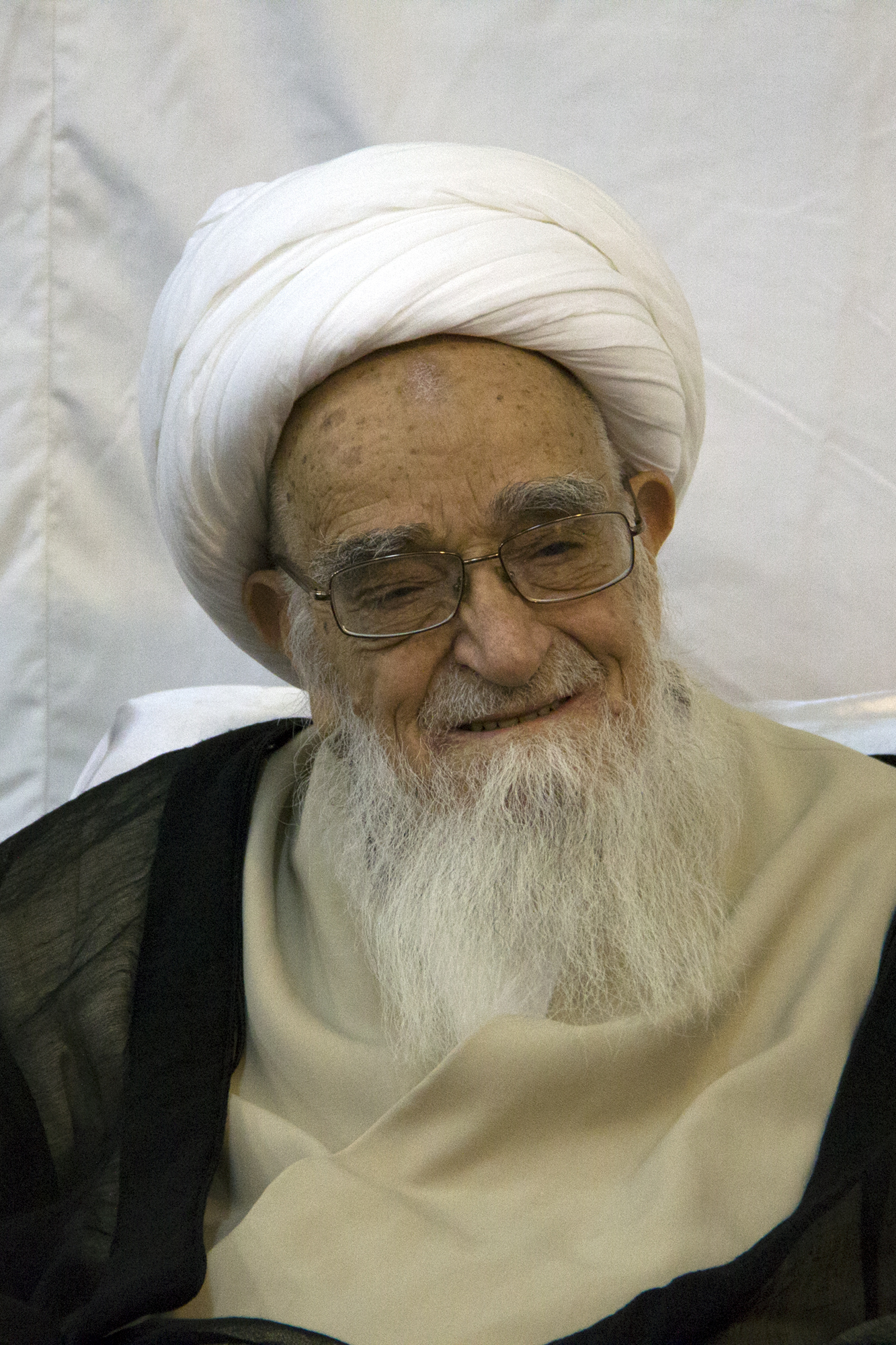
لطف الله الصافي الكلبايكاني

صالح العجيري

- 1 فبراير:  لطف الله الصافي الكلبايكاني، مرجع شيعي إيراني.
- 1 فبراير:  إيشيهارا شنتارو، روائي وسياسي ياباني.
- 2 فبراير:  عدنان أبو عودة، سياسي ووزير أردني.
- 2 فبراير:  عبد الحميد زوبا، لاعب ومدرب كرة قدم جزائري.
- 2 فبراير:  حنا أبو حنا، أديبٌ وشاعرٌ فلسطيني.
- 2 فبراير:  طارق حرب، مؤرخ وسياسي عراقي.
- 3 فبراير:  مونيكا فيتي، ممثلة إيطالية.
- 3 فبراير:  عايدة عبد العزيز، ممثلة مصرية.
- 3 فبراير:  ديتر مان، ممثل ألماني.
- 3 فبراير:  أبو إبراهيم الهاشمي القرشي، الخليفة الثاني لتنظيم الدولة الإسلامية (داعش).
- 4 فبراير:  جلال الشرقاوي، مخرج وممثل مصري.
- 4 فبراير:  بيير بيتي، سياسي فرنسي.
- 5 فبراير:  ريان أورام، طفل مغربي.
- 5 فبراير:  أنجيليكا غوروديشر، كاتبة أرجنتينية.
- 6 فبراير:  لاتا مانغيشكار، مغنية هندية.
- 6 فبراير:  سيد القمني، كاتب علماني مصري.
- 6 فبراير:  يعقوب الباحسين، عالم مسلم سعودي من أصلٍ عراقي.
- 6 فبراير:  عبد المالك علي مسعود، لاعب كرة قدم جزائري.
- 7 فبراير:  مارغاريتا لوزانو، ممثلة إسبانية.
- 7 فبراير:  أحمد يحيى، مُخرج مصري.
- 7 فبراير:  جمال المحيسن، سياسي فلسطيني.
- 7 فبراير:  جرير منصور، ممثل مصري.
- 8 فبراير:  لوك مونتانييه، عالمُ فيروساتٍ فرنسي.
- 9 فبراير:  زياد الظاظا، سياسي ومهندس فلسطيني.
- 9 فبراير:  أندريه ويلمز، ممثل فرنسي.
- 10 فبراير:  صالح العجيري، عالم فلك ورياضيات كويتي.
- 10 فبراير:  محمد محروس المدرس، عالم مسلم وفقيه عراقي.
- 14 فبراير:  إدريس الخوري، كاتب قاص وصحفي مغربي.
- 15 فبراير:  محمد حدو الشيكر، وزير مغربي.
- 15 فبراير:  جاسم عباس، ممثل كويتي.
- 16 فبراير:  سعيد مرعي، قاضٍ مصري.
- 16 فبراير:  منى السعودي، نحَّاتة أردنية.
- 17 فبراير:  أحمد مصطفى، لاعب كرة قدم مصري.
- 18 فبراير:  ماوري، لاعب كرة قدم إسباني.
- 18 فبراير:  غابرييل باخ، قاض إسرائيلي.
- 19 فبراير:  الحسين طلال، فنان تشكيلي مغربي.
- 19 فبراير:  راجيش، ممثل هندي.
- 19 فبراير:  وليد إخلاصي، روائي وكاتب مسرحي سوري.
- 19 فبراير:  غاري بروكر، مُغني إنجليزي.
- 19 فبراير:  نايت بيرد، مغنية أمريكية.
- 20 فبراير:  عبد الرحيم برادة، كاتب ومحامي وناشط سياسي مغربي.
- 20 فبراير:  سامي كلارك، مغني وموسيقي لبناني.
- 20 فبراير:  فرانشيسكا تارديولي، سفيرة إيطاليا لدى أستراليا.
- 22 فبراير:  طلال النجار، بطل رفع الأثقال سوري.
- 22 فبراير:  مارك لانيجان، مُغني أمريكي.
- 22 فبراير:  كي بي إيه سي لاليثا، ممثلة هندية.
- 23 فبراير:  محمد عدنان قيطاز، كاتب وباحث وشاعر ومؤرخ سوري.
- 23 فبراير:  أنطونيتا ستيلا، مغنية أوبرا إيطالية.
- 23 فبراير:  رحمن ملك، سياسي باكستاني.
- 24 فبراير:  طارق قبطي، ممثل فلسطيني من عرب الداخل.
- 24 فبراير:  سالي كيلرمان، ممثلة أمريكية.
- 25 فبراير:  علي بابا محمدوف، مُطرب أذربيجاني.
- 26 فبراير:  جالا فهمي، ممثلة مصرية.
- 26 فبراير:  أنطونيو سيغي، رسام ونحات أرجنتيني.
- 28 فبراير:  أبو زيد دوردة، سياسي ليبي.
- 28 فبراير:  دومينيك باتوريل، ممثل فرنسي.

### مارس

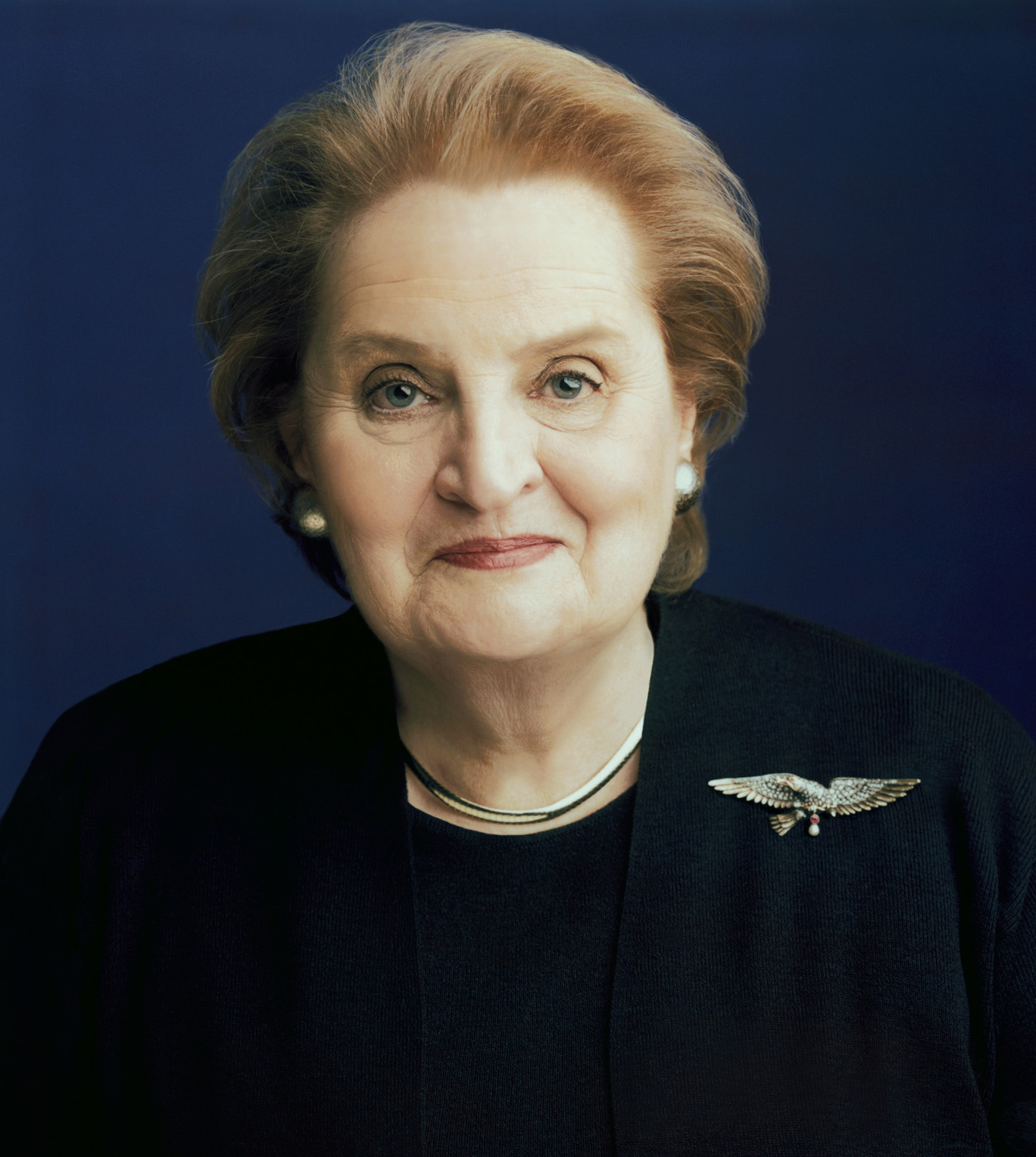
مادلين أولبرايت

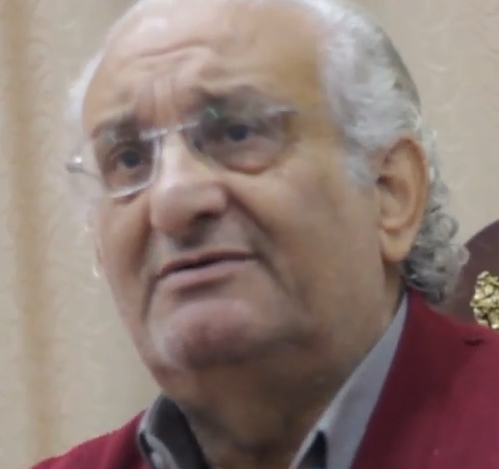
أحمد حلاوة

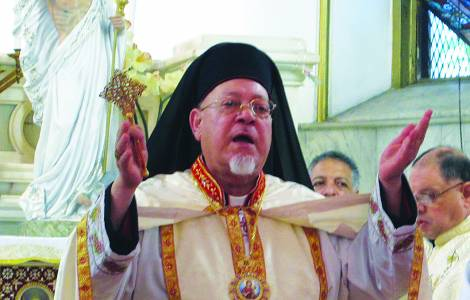
أنطونيوس نجيب

- 1 مارس:  إبراهيم بوطالب، كاتب ومؤرخ مغربي.
- 1 مارس:  وارنر ماك، مغن أمريكي.
- 2 مارس:  فريديريك تريستان، كاتب وروائي فرنسي.
- 2 مارس:  جوني براون، ممثل أمريكي.
- 2 مارس:  طوني والتون، مصمم أزياء بريطاني.
- 2 مارس:  سليمان الخراشي، كاتب سعودي سلفي.
- 3 مارس:  أبونا مركوريوس، أسقف والبطريرك الرابع لكنيسة التوحيد الأرثوذكسية الإثيوبية.
- 3 مارس:  تيم كونسيدين، ممثل أمريكي.
- 4 مارس:  داي جونز، مقدم برامج إذاعية ومغني بريطاني.
- 4 مارس:  شين وارن، لاعب كريكيت دولي أسترالي.
- 4 مارس:  ميتشيل ريان، ممثل أمريكي.
- 5 مارس:  مسعود أختر، ممثل باكستاني.
- 5 مارس:  ليندا بارون، ممثلة بريطانية.
- 6 مارس:  أحمد محمد الخطيب، سياسي قومي عربي كويتي.
- 7 مارس:  محمد رفيق طرار، رئيس باكستان الأسبق.
- 7 مارس:  عبد الحميد العبيدي، فقيه عراقي.
- 8 مارس:  غنام الجمهور، سياسي كويتي.
- 8 مارس:  ديفيد بينيت الأب، رجل أمريكي أول شخص خضع لعملية زراعة قلب خنزير.
- 8 مارس:  توماس بوي، لاعب كرة قدم مكسيكي.
- 8 مارس:  غنام الجمهور، سياسي كويتي.
- 9 مارس:  يسري الجندي، كاتب مصري.
- 9 مارس:  إعجاز أحمد، مُنظِّر أدبي وفيلسوف وعالم سياسة هندي.
- 9 مارس:  محمد الغزواني مفتاح، كاتب ومفكر مغربي.
- 10 مارس:  لؤي حسين، كاتب وسياسي سوري.
- 10 مارس:  ماريو تيران، عسكري بوليفي.
- 11 مارس:  روبيا باندا، سياسي زامبي تولَّى رئاسة جمهورية بلاده.
- 11 مارس:  محمد سعيد بخيتان، سياسي وعسكري سوري.
- 13 مارس:  برنت رينو، صحفي ومخرج أمريكي.
- 13 مارس:  ويليام هيرت، ممثل أمريكي.
- 13 مارس:  أنيسة حسونة، دبلوماسية وكاتبة مصرية.
- 13 مارس:  مورين هاورد، كاتبة وروائية أمريكية.
- 14 مارس:  بيير زاكريفسكي، صحفي ومراسل أيرلندي.
- 14 مارس:  علي بن الحسين الهاشمي، أمير عراقي هاشمي.
- 14 مارس:  أكيرا تاكارادا، ممثل ياباني.
- 14 مارس:  خورخي سيلفا ميلو، ممثل برتغالي.
- 14 مارس:  تشارلز غريني، عدَّاء أولمبي أمريكي.
- 15 مارس:  أوليغ ميتيايف، قائد عسكري روسي.
- 15 مارس:  أنيلي سولي، ممثلة فنلندية.
- 16 مارس:  شمعة محمد، ممثلة عُمانية.
- 16 مارس:  بربارة موريسون، مغنية أمريكية.
- 17 مارس:  بيتر بولز، ممثل بريطاني.
- 19 مارس:  شهاب الدين أحمد، رئيس بنغلاديش الأسبق.
- 20 مارس:  زكي فطين عبد الوهاب، مُمثل مصري.
- 20 مارس:  مروان المحاسني، لغوي سوري.
- 20 مارس:  عبد الله النيباري، سياسي كويتي.
- 21 مارس:  سوميلو بوبي مايجا، سياسي مالي.
- 21 مارس:  محمد ري شهري، سياسي وعالم شيعي إيراني.
- 21 مارس:  إيفان كولونا، زعيم وطني كورسيكي.
- 21 مارس:  لورانس داين، ممثل كندي.
- 23 مارس:  عبد رب النبي حافظ، قائد عسكري مصري.
- 23 مارس:  عبد المنعم خليل، قائد عسكري مصري.
- 23 مارس:  مادلين أولبرايت، سياسية ودبلوماسية أمريكية.
- 24 مارس:  عبد الرحمن بسكويني، ناشط مسلم إيطالي.
- 24 مارس:  جيل شتاين، محامٍ أمريكي.
- 24 مارس:  دينيز كوفي، ممثلة وكاتبة بريطانية.
- 24 مارس:  جورج كيندال شارب، قاضٍ أمريكي.
- 25 مارس:  رضا براهني، كاتب وشاعر إيراني.
- 25 مارس:  أحمد حلاوة، ممثل مصري.
- 25 مارس:  جون تشابل، قائد عسكري بريطاني.
- 26 مارس:  رجائي عطية، محامٍ مصري.
- 26 مارس:  بيثاني كامبل، روائية أمريكية.
- 27 مارس: أياز مطلبوف، سياسي أذربيجاني وأول رئيس لجمهورية أذربيجان.
- 27 مارس:  مارتن بوب، عالم كيمياء فيزيائية أمريكي.
- 28 مارس:  عهدي صادق، ممثل مصري.
- 28 مارس:  أنطونيوس نجيب، بطريرك الإسكندرية للأقباط الكاثوليك.
- 29 مارس:  بول هيرمان، ممثل أمريكي.
- 29 مارس:  تيد موني، روائي أمريكي.
- 30 مارس:  إيرني كارول، مقدم تلفزيوني أسترالي.
- 30 مارس:  عبد الإله محمد حسن، لاعب كرة قدم عراقي.
- 30 مارس:  خوان كارلوس كارديناس، لاعب كرة قدم أرجنتيني.
- 31 مارس:  السر قدور، شاعر سوداني.

### أبريل
- 1 أبريل:  رولاند وايت، موسيقي أمريكي.
- 2 أبريل:  إستيل هاريس، ممثلة أمريكية.
- 3 أبريل:  يمينة بشير، مخرجة سينمائية جزائرية.
- 3 أبريل:  باميلا روك، ممثلة بريطانية.
- 3 أبريل:  دون بي. ميرفي، مخرج أمريكي.
- 5 أبريل:  جيمي وانغ ممثل تايواني.
- 5 أبريل:  نحميا بيرسوف، ممثل أمريكي.
- 5 أبريل:  بوبي ريديل، مغني أمريكي.
- 6 أبريل:  فلاديمير جيرينوفسكي، سياسي روسي.
- 7 أبريل:  مجيد طوبيا، أديب وروائي مصري.
- 7 أبريل:  فرانز مون، كاتب وشاعر ألماني.
- 9 أبريل:  ليلى نصر، ممثلة مصرية.
- 9 أبريل:  أوفه بوم، ممثل ألماني.
- 9 أبريل:  مايكل ديجين، ممثل ألماني من أصل إسرائيلي.
- 10 أبريل:  حازم نسيبة، سياسي أردني.
- 11 أبريل:  حسب الشيخ جعفر، شاعر عراقي.
- 12 أبريل:  جيلبرت جوتفريد، ممثل أمريكي.
- 13 أبريل:  ميشيل بوكيه، ممثل فرنسي.
- 13 أبريل:  فريدي رينكيون، لاعب كرة قدم كولومبي.
- 15 أبريل:  يونيس مونيوث ممثلة برتغالية.
- 17 أبريل:  روبن تشان رجل أعمال صيني.
- 19 أبريل:  كاني تاناكا، معمرة يابانية فائقة.
- 19 أبريل:  براد أشفورد، سياسي أمريكي.
- 20 أبريل:  هيلدا برنارد، ممثلة أرجنتينية.
- 20 أبريل:  روبرت مورس، ممثل أمريكي.
- 21 ابريل:  مواي كيباكي، رئيس جمهورية كينيا.
- 21 أبريل:  جاك بيرين، ممثل ومنتج سينمائي فرنسي.
- 23 أبريل:  صلاح التعمري، سياسي وقائد عسكري فلسطيني.
- 25 أبريل:  محمد علي إسلامي ندوشن، كاتب وشاعر إيراني.
- 25 أبريل:  أورسولا لير، سياسية ألمانية.
- 25 أبريل:  جيمس روي رولاند، سياسي أمريكي.
- 27 أبريل:  كينيث تسانج، ممثل صيني.
- 27 أبريل:  فاطمة مظهر، ممثلة مصرية.
- 28 أبريل:  خوان دييغو، ممثل إسباني.
- 28 أبريل:  سليم غوسي، ممثل هندي.
- 28 أبريل:  هارولد ليفينغستون، كاتب وروائي أمريكي.
- 29 أبريل:  عبد الأمير الحمداني، سياسي عراقي.
- 30 أبريل:  نعومي جود، مغنية أمريكية.
- 30 أبريل:  ضياء الدين خليفة، كاتب روائي مصري.

### مايو

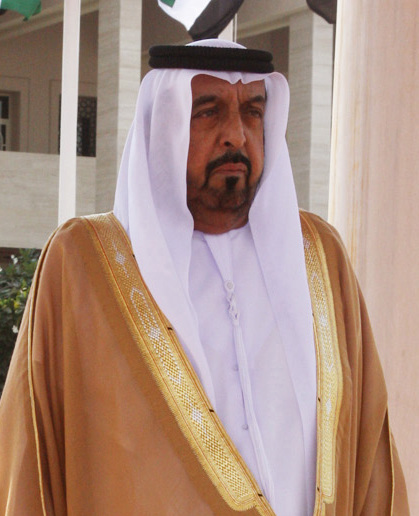
خليفة بن زايد آل نهيان

- 1 مايو:  ريكاردو ألاركون، سياسي كوبي.
- 1 مايو:  إيلان غيلون، سياسي إسرائيلي.
- 3 مايو:  لحسن السكوري، سياسي مغربي.
- 3 مايو:  نورمان مينيتا، سياسي أمريكي.
- 4 مايو:  جعفر الغريب، ممثل سعودي.
- 4 مايو:  محمد حزيم، ممثل جزائري.
- 4 مايو:  ألبين يوليوس، موسيقي نمساوي.
- 6 مايو:  جيويل، مغنية أمريكية.
- 6 مايو:  كينيث ويلش، ممثل كندي.
- 7 مايو:  عادل الملا، لاعب كرة قدم قطري.
- 10 مايو:  ليونيد كرافتشوك، أوَّل رؤساء جمهورية أوكرانيا.
- 11 مايو:  شيرين أبو عاقلة، صحافية فلسطينية.
- 13 مايو:  خليفة بن زايد آل نهيان، الرئيس الثاني لدولة الإمارات العربية المتحدة.
- 12 مايو:  فيصل حوراني، كاتب وصحافي فلسطيني.
- 13 مايو:  كريم جودي، سياسي جزائري.
- 14 مايو:  رامز المصري، عالم حاسوب مصري.
- 14 مايو:  كريستيان جيودسيلي، كاتب وناقد فرنسي.
- 15 مايو:  ماغي بيترسون، ممثلة ومغنية أمريكية.
- 15 مايو:  ذو الهمة شاليش، عسكري سوري.
- 15 مايو:  صلاح منتصر، كاتب وصحافي مصري.
- 15 مايو:  ناصر وردياني، ممثل سوري.
- 16 مايو:  جون أيلوارد، ممثل أمريكي.
- 17 مايو:  فانجيليس، ملحن وموسيقي يوناني.
- 17 مايو:  محمد عبد الحميد بيضون، سياسي لبناني.
- 17 مايو:  محمد الرباع، سياسي هولندي من أصلٍ مغربي.
- 18 مايو:  فوزي منصوري، لاعب كرة قدم جزائري.
- 18 مايو:  بوب نويورث، مغني ومُلحِّن أمريكي.
- 20 مايو:  سمير صبري، ممثل مصري.
- 20 مايو:  أحمد بن عيسى، ممثل جزائري.
- 20 مايو:  مظفر النواب، شاعر عراقي.
- 20 مايو:  جريزلدا الطيب، عالمة إنسانيات بريطانية سودانية.
- 20 مايو:  محمد عدنان سالم، كاتب ومُفكِّر سوري.
- 20 مايو:  تيسير عطية، ممثل أردني.
- 22 مايو:  شافية بوذراع، ممثلة وكاتبة جزائرية.
- 23 مايو:  أحمد القطان، داعية وعالم مسلم كويتي.
- 22 مايو:  هورست ساتشتلبن، ممثل ألماني.
- 23 مايو:  وينديل، لاعب كرة قدم برازيلي.
- 24 مايو:  حامد يوسف حمادي، سياسي عراقي.
- 26 مايو:  راي ليوتا، ممثل أمريكي.
- 26 مايو:  تشيرياكو دي ميتا، رئيس الوزراء السابع والأربعين لإيطاليا.
- 27 مايو:  أحمد شافعي معارف، مفكر وإسلامي إندونيسي.
- 27 مايو:  فيصل صدقي الياسين، طبيب فلسطيني.
- 28 مايو:  بوجار نيشاني، الرئيس السادس لجمهورية ألبانيا.
- 28 مايو:  بو هوبكنز، ممثل أمريكي.
- 28 مايو:  مارينو ماسيه، ممثل إيطالي.
- 30 مايو:  ميلتون غونسالفيس، ممثل برازيلي.

### يونيو
- 1 يونيو:  تيسير نايفة، عالم فلسطيني.
- 4 يونيو:  مبارك الزوير، سياسي كويتي.
- 5 يونيو:  حيدر عبد الرزاق، لاعب كرة قدم عراقي.
- 5 يونيو:  محسن علم الدين، منتج سينمائي مصري.
- 5 يونيو:  عبد الصمد محروس، معجمي مصري.
- 6 يونيو:  عزيز كردي، كاتب ومترجم كردي من كردستان العراق.
- 6 يونيو:  جياني كليريسي، صحافي وكاتب ولاعب كرة مضرب إيطالي.
- 6 يونيو:  فاليري ريومين، رائد فضاء سوفيتي ثُمَّ روسي.
- 6 يونيو:  آنا ماريا تاتيو، مخرجة سينمائية إيطالية.
- 7 يونيو:  يوسف محمد البلوشي، مطرب شعبي كويتي.
- 8 يونيو:  ترهان اردم، سياسي تركي.
- 8 يونيو:  لان تيانيي، ممثل ورسام صيني.
- 8 يونيو:  باولا ريغو، فنانة تشكيلية بريطانية من أصل برتغالي.
- 9 يونيو:  مات زيمرمان، ممثل كندي.
- 10 يونيو:  بلال بن حمودة، لاعب كرة قدم جزائري.
- 10 يونيو:  بوبي هوب، لاعب كرة قدم اسكتلندي.
- 10 يونيو:  باكستر بلاك، شاعر وروائي أمريكي.
- 11 يونيو:  مؤيد البدري، مذيع ومُعلِّق رياضي عراقي.
- 11 يونيو:  برند برانش، لاعب كرة قدم ألماني.
- 11 يونيو:  طارق الغصين، فنان تشكيلي كويتي فلسطيني الأصل.
- 12 يونيو:  رومان بونكا، موسيقار مُلحن عود ألماني.
- 12 يونيو:  فيليب بيكر هول، ممثل أمريكي.
- 13 يونيو:  رولاند سيرانو، لاعب كرة قدم كولومبي.
- 14 يونيو:  عبد الكريم برجس، سياسي عراقي.
- 14 يونيو:  دافي ويلسون، لاعب ومدرب كرة قدم اسكتلندي.
- 14 يونيو:  أبراهام جبرائيل يشوع، كاتب ومفكر إسرائيلي.
- 15 يونيو:  مورين آرثر، ممثلة أمريكية.
- 17 يونيو:  جان لوي ترينتينيان، ممثل فرنسي.
- 17 يونيو:  هشام هنيدي، ممثل أردني.
- 17 يونيو:  سيد أحمد فروخي، سياسي جزائري.
- 18 يونيو:  أنيتا إكستروم، ممثلة سويدية.
- 18 يونيو:  إيلكا سواريس، ممثلة برازيلية.
- 21 يونيو:  دراغان توميتش، سياسي صربي.
- 21 يونيو:  باتريزيا كافالي، شاعرة إيطالية.
- 21 يونيو:  غريب عسقلاني، روائي وكاتب فلسطيني.
- 21 يونيو:  بيدرو ألفريدو غالينا، لاعب كرة قدم أرجنتيني.
- 26 يونيو:  محمود أسطى عثمان أوغلي، عالم مسلم تركي.
- 26 يونيو:  رافائيل لا كابريا، روائي وكاتب إيطالي.
- 26 يونيو:  فرانك مورهاوس، كاتب أسترالي.
- 26 يونيو:  فرانك وليامز، ممثل بريطاني.
- 26 يونيو:  ماري مارا، ممثلة أمريكية.
- 27 يونيو:  ليوناردو ديل فيكيو، رجل أعمال إيطالي.
- 27 يونيو:  فينا غارسيا ماروز، شاعرة كوبية.
- 28 يونيو:  جنيد أركين، ممثل تركي.
- 28 يونيو:  رولف سكوغلاند، ممثل سويدي.
- 28 يونيو:  هشام رستم، ممثل تونسي.
- 29 يونيو:  ماريا روسا دي مادارياغا، مُؤرِّخة وكاتبة إسبانية.

### يوليو

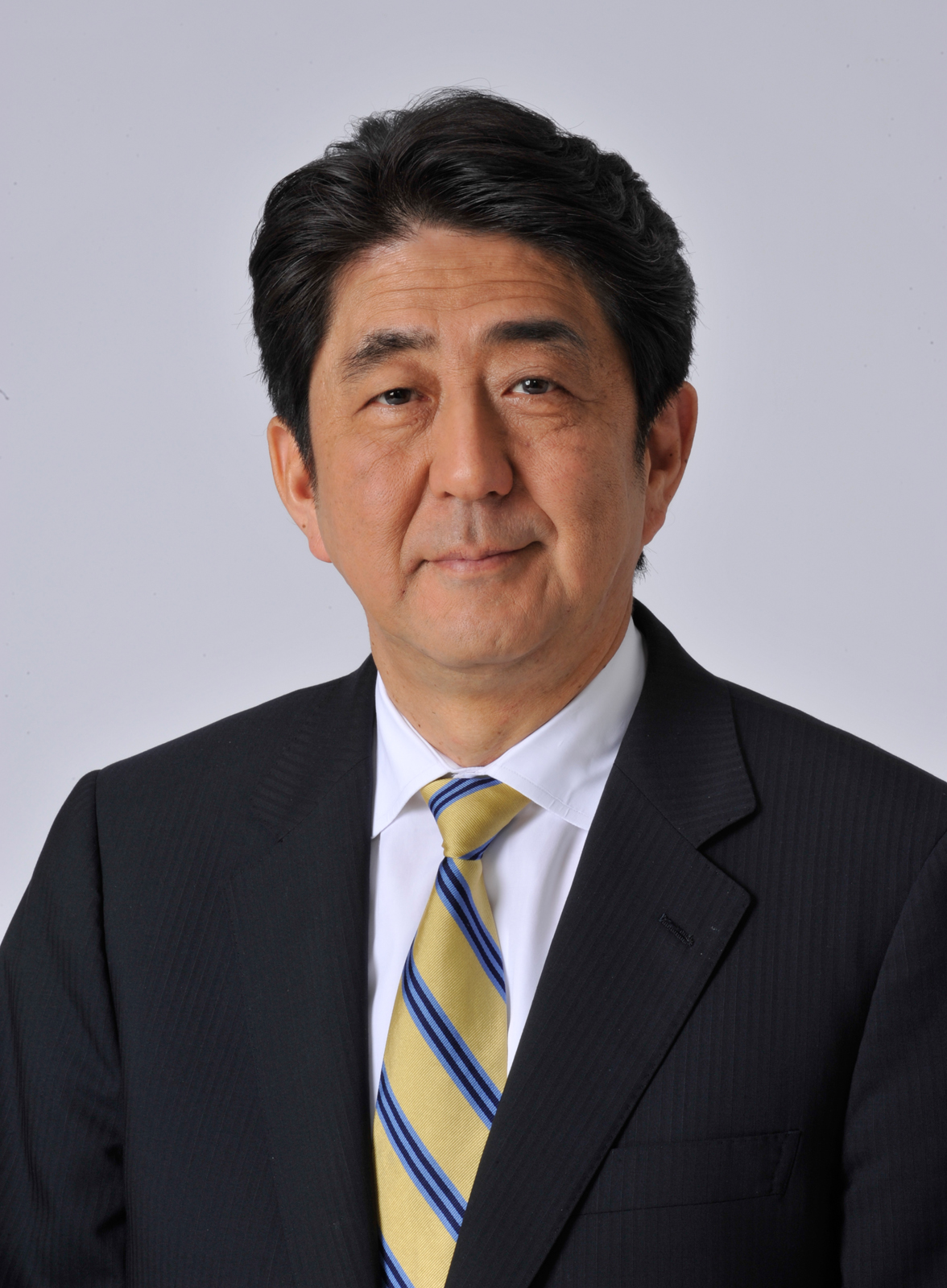
شينزو آبي

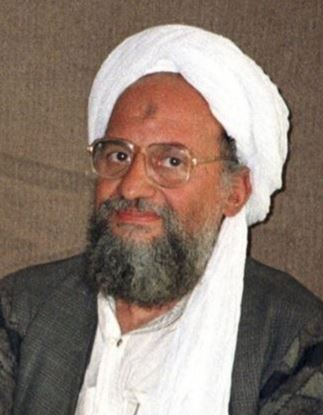
أيمن الظواهري

- 1 يوليو:  محمد ناصر العبودي، أديب ومؤلف ورحالة سعودي.
- 1 يوليو:  إيرين فارجو، مغنية ايطالية.
- 2 يوليو:  بيار شمعون، ممثل لبناني.
- 2 يوليو:  سوزانا دوسامانتس، ممثلة مكسيكية.
- 2 يوليو:  بيتر بروك، مخرج سينمائي بريطاني.
- 3 يوليو:  سيرجي سوسنوفسكي، ممثل روسي.
- 3 يوليو:  كليفورد ألكسندر الابن، سياسي أمريكي.
- 3 يوليو:  عز الدين العياشي، ملحن تونسي.
- 4 يوليو:  رمكو كامبيرت، شاعر وكاتب هولندي.
- 4 يوليو:  خيري الذهبي، روائي ومؤرخ سوري.
- 4 يوليو:  يانوش كوبيسويز، لاعب كرة قدم بولندي.
- 5 يوليو:  محمد باركيندو، سياسي نيجيري.
- 6 يوليو:  جيمس كان، ممثل أمريكي.
- 6 يوليو:  إيلتر تركمان، سياسي ودبلوماسي تركي.
- 7 يوليو:  جاكوب نينا، سياسي ميكرونسي.
- 8 يوليو:  شينزو آبي، رئيس وزراء اليابان.
- 8 يوليو:  جوزيه إدواردو دوس سانتوس، رئيس جمهورية أنغولا.
- 8 يوليو:  جريجوري إيتزن، ممثل أمريكي.
- 8 يوليو:  طوني سيريكو، ممثل أمريكي.
- 8 يوليو:  لويس إيشيفيريا، رئيس المكسيك.
- 8 يوليو:  آدم ويد، مغني أمريكي.
- 9 يوليو:  بربارة طومسون، عازفة جاز بريطانية.
- 9 يوليو:  إل كيو جونز، ممثل أمريكي.
- 9 يوليو:  ديفي روب، لاعب كرة قدم اسكتلندي.
- 10 يوليو:  أنور جنكيز أوغلي، مؤرخ وصحفي أذري.
- 11 يوليو:  خوسيه جويراو، سياسي إسباني.
- 11 يوليو:  فيكتور بنيتيز، لاعب كرة قدم بيروفي.
- 12 يوليو:  جون غوردون إليوت، سياسي نيوزيلندا.
- 12 يوليو:  زهية منتوري، سياسية جزائرية.
- 13 يوليو:  أرتورو أليساندري بيسا، سياسي تشيلي.
- 13 يوليو:  وجيه فانوس، كاتب وناقذ أدبي لبناني.
- 14 يوليو:  كمال عيد، مخرج ومسرحي لبناني.
- 14 يوليو:  إيفانا ترامب، سيدة أعمال أمريكية.
- 14 يوليو:  فرانسيسكو موراليس بيرموديز، رئيس جمهورية بيرو.
- 14 يوليو:  محسن فرحان، ملحن عراقي.
- 15 يوليو:  براتاب بوثن، ممثل ومخرج هندي.
- 15 يوليو:  ريمون عودة، مصرفي وسياسي لبناني.
- 16 يوليو:  أسد محمود، ممثل ومخرج كويتي.
- 17 يوليو:  جيسي دوارتي، سياسية جنوب أفريقيا.
- 17 يوليو:  آدا آمي، ممثلة نيجيرية.
- 18 يوليو:  داني، ممثلة ومغنية فرنسية.
- 20 يوليو:  أحمد مرسي، أديب وأستاذ جامعي مصري.
- 21 يوليو:  أوفه زيلر، لاعب كرة قدم ألماني.
- 21 يوليو:  رينو بآسيلينا، سياسي فنلندي.
- 22 يوليو:  عبد الله السيد، نحات سوري.
- 22 يوليو:  نوريا فيليو، مغنية اسبانية.
- 22 يوليو:  ستيوارت وودز، روائي أمريكي.
- 23 يوليو:  بوب رافيلسون مخرج سينمائي أمريكي.
- 24 يوليو:  جانينا ألتمان، عالمة كمياء وكاتبة إسرائيلية.
- 25 يوليو:  يوكو شيمادا، ممثلة يابانية.
- 25 يوليو:  بول سورفينو، ممثل ومخرج أمريكي.
- 26 يوليو:  طوني دوو، ممثل ومخرج سينمائي أمريكي.
- 26 يوليو:  آن ماري غريت، روائية فرنسية.
- 26 يوليو:  ماريت بولسن، سياسية سويدية.
- 27 يوليو:  عبد الرحمن بن ناصر بن عبد العزيز آل سعود، أمير سعودي ومحافظ الخرج سابقاً.
- 27 يوليو:  أبو بكر المشهور، داعية اسلامي يمني.
- 28 يوليو:  ماري أليس، ممثلة أمريكية.
- 28 يوليو:  برنارد كريبينز، ممثل ومغني بريطاني.
- 28 يوليو:  قدور اليوسفي، ضابط شرطة مغربي متهم بخرق حقوق الإنسان.
- 30 يوليو:  آرشي روشي، مغني وملحن أسترالي.
- 30 يوليو:  روبرتو نوبيل، ممثل إيطالي.
- 31 يوليو:  فيديل فالديس راموس، رئيس جمهورية الفلبين.
- 31 يوليو:  فاديم بكاتين، آخر رئيس لجهاز المخابرات السوفيتي كي جي بي.
- 31 يوليو:  أيمن الظواهري، ثاني زعيم لتنظيم القاعدة.

### أغسطس

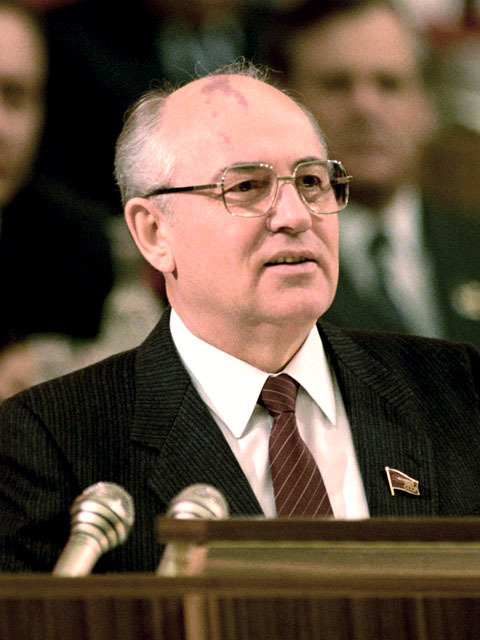
ميخائيل غورباتشوف

- 1 أغسطس:  نصر الدين قنيفي، مُخرج جزائري.
- 1 أغسطس:  روزا دي كاستيلا، مغنية وممثلة مكسيكية.
- 1 أغسطس:  إلينكا ميتريفا، سياسية مقدونية.
- 1 أغسطس:  محمد عمراني حنشي، عالم مغربي.
- 2 أغسطس:  ميليسا بانك، كاتبة روائية أمريكية.
- 2 أغسطس:  زكريا عبد الرحيم، سياسي ودبلوماسي فلسطيني.
- 3 أغسطس:  فيليام فيتشي، لاعب كرة قدم إيطالي.
- 4 أغسطس:  جار الله الحميد، أديب وشاعر سعودي.
- 5 أغسطس:
  -  إيسي مياكي، مصمم أزياء ياباني.
  -  دييغو بيرت، ممثل بيروفي.
  -  شيريي جيل، ممثلة فلبينية.
  -  علي حيدر، قائد عسكري سوري.
  -  لوتشيانو ماسياس، لاعب كرة قدم إكوادوري.
  -  تيسير الجعبري، قائد عسكري فلسطيني.
  -  جوديث دارهام، مغنية أسترالية.
  -  آنا لويزا أمارال، كاتبة وشاعرة برتغالية.
  -  جهاد عودة، كاتب مفكر مصري.
  -  كلو غولاغر، ممثل أمريكي.
- 6 أغسطس:  شينمون أوكي، كاتب وشاعر ياباني.
- 6 أغسطس:  بوجمعة طلعي، سياسي جزائري.
- 6 أغسطس:  حسين عبده، مستشار مصري.
- 6 أغسطس:  خالد منصور، قائد عسكري فلسطيني.
- 7 أغسطس:  روجر موسلي، ممثل أمريكي.
- 7 أغسطس:  عمر خراساني، أحد قادة حركة طالبان باكستان.
- 7 أغسطس:  ديفيد ماكولوغ، كاتب روائي ومُؤرِّّخ أمريكي.
- 7 أغسطس:  غسان الجباعي، مخرج وكاتب دراما سوري.
- 8 أغسطس:  أوليفيا نيوتن جون، مغنية وممثلة أسترالية بريطانية.
- 9 أغسطس:
  -  رجاء حسين، ممثلة مصرية.
  -  لامونت دوزير، مغنٍ أمريكي.
  -  رايموند بريغز، كاتب ورسَّام بريطاني.
  -  هاينز بيرنس، ممثل ألماني.
  -  داوود جلاجل، ممثل أردني.
  -  مايكل جونز، لاعب ومدرب كرة قدم إنجليزي.
  -  إبراهيم النابلسي، قائد عسكري ومُقاوم فلسطيني.
  -  نيقولاس إيفانز، كاتب روائي بريطاني.
- 10 أغسطس:  فيسا ماتي لويري، ممثل وموسيقي فنلندي.
- 10 أغسطس:  بيلي ليغ، لاعب كرة قدم إنجليزي.
- 11 أغسطس:  مايكل بادناريك، مهندس برمجيات وسياسي أمريكي.
- 11 أغسطس:  مانويل أوجيدا، ممثل مكسيكي.
- 11 أغسطس:  جان جاك سيمبي، رسَّام هزلي فرنسي.
- 11 أغسطس:  رحيم الله حقاني، عالم مسلم أفغاني.
- 11 أغسطس:  هاناي موري، مصممة أزياء يابانية.
- 12 أغسطس:  آن هيش، ممثلة أمريكية.
- 12 أغسطس:  بيريز بايا، لاعب كرة قدم إسباني.
- 12 أغسطس:  ولفغانغ بيترسن، مُخرج سينمائي ألماني.
- 13 أغسطس:  روبين غريغز، ممثلة أمريكية.
- 13 أغسطس:  روسانا دي لورنزو، ممثلة إيطالية.
- 13 أغسطس:  دينيز دوز، ممثلة ومخرجة أمريكية.
- 13 أغسطس:  بييرو أنجيلا، صحافي ومُقدِّم تلفزيوني إيطالي.
- 14 أغسطس:  دميتري فروبيل، رسام روسي.
- 14 أغسطس:  مارشال نابيير، ممثل نيوزيلندي أسترالي.
- 14 أغسطس:  عبد الله باكدادة، شاعر يمني.
- 15 أغسطس:  فريدريك بوتشنر، روائي وكاتب أمريكي.
- 16 أغسطس:  بشير يلس، فنان رسام جزائري.
- 16 أغسطس:  هانس بيترسون، كاتب سويدي.
- 16 أغسطس:  دوجي براون، ممثل كوميدي إنجليزي.
- 16 أغسطس:  جوزيف ديلاني، كاتب بريطاني.
- 16 أغسطس:  إيفا ماريا هاجن، ممثلة ألمانية.
- 17 أغسطس:  أنطوانيت نجيب، ممثلة سورية.
- 17 أغسطس:  فريد مكاري، سياسي لبناني.
- 17 أغسطس:  عبد الرحمن الغنيم، سياسي كويتي.
- 18 أغسطس:  محمد إبراهيم ورسمي، شاعر وكاتب صومالي.
- 18 أغسطس:  فرجينيا باتون، ممثلة أمريكية.
- 18 أغسطس:  كلايتون جاكوبسون الثاني، مُخترع أمريكي يُنسب له اختراع الدراجة المائية.
- 19 أغسطس:  بسام لطفي، ممثل سوري فلسطيني الأصل.
- 19 أغسطس:  وليد دماج، كاتب روائي يمني.
- 19 أغسطس:  ميلدريد كورنمان، ممثلة أمريكية.
- 19 أغسطس:  بير كنوتسن، كاتب نرويجي.
- 19 أغسطس:  وارن بيرنهارت، عازف جاز أمريكي.
- 19 أغسطس:  مايكل مالون، كاتب روائي أمريكي.
- 20 أغسطس:  باري بوهم، مهندس برمجيات أمريكي.
- 20 أغسطس:  عبد المقصود خوجة، أديب ورجل أعمال سعودي.
- 20 أغسطس:  جوان جانووا، ممثل تركي.
- 20 أغسطس:  ماريون مان، عالم أمراض أمريكي.
- 20 أغسطس:  فرانز هامل، موسيقي ألماني.
- 20 أغسطس:  برام بيبر، سياسي هولندي.
- 20 أغسطس:  ليون فيتالي، ممثل بريطاني.
- 20 أغسطس:  داريا دوجينا، صحفية وناشطة سياسية روسية.
- 20 أغسطس:  محمد الأمين مساعيد، سياسي جزائري.
- 21 أغسطس:  فنسنت جيل، ممثل أسترالي.
- 21 أغسطس:  نيقولاي ليبيديف، ممثل سوفيتي روسي.
- 21 أغسطس:  اليكسي بانشين، كاتب أمريكي.
- 21 أغسطس:  نبيل فياض، كاتب علماني سوري.
- 22 أغسطس:  جيري أليسون، موسيقي أمريكي.
- 22 أغسطس:  رحيم الدين خان، قائد عسكري باكستاني.
- 22 أغسطس:  عبد الحليم عبد الرحمن، سياسي ماليزي.
- 23 أغسطس:  عبد الحق الخيام، مسؤول أمني مغربي.
- 23 أغسطس:  كارلوس دوارتي، لاعب كرة قدم برتغالي.
- 24 أغسطس:  نيقولا ماتيرازي، مهندس ميكانيكي إيطالي.
- 24 أغسطس:  محبوب تلوكدار، شاعر وكاتب بنغلاديشي.
- 24 أغسطس:  ليلي رينيه، رسامة أمريكية.
- 24 أغسطس:  ويليام رينولدز، ممثل أمريكي.
- 24 أغسطس:  حسام الدين بريمو، مُلحن موسيقي سوري.
- 25 أغسطس:  جو تاتا، ممثل أمريكي.
- 25 أغسطس:  نيل نودينجز، فيلسوفة وناشطة نسوية أمريكية.
- 26 أغسطس:  جلال الدين العمري، عالم مسلم وفيلسوف هندي.
- 27 أغسطس:  جورج الراسي، مغني لبناني.
- 27 أغسطس:  غالب كامل، مذيع ومقدم برامج سعودي فلسطيني الأصل.
- 27 أغسطس:  روبرت لوبون، ممثل أمريكي.
- 28 أغسطس:  سامي تشونغ، لاعب كرة قدم إنجليزي.
- 28 أغسطس:  رالف إغلستون، مخرج أمريكي.
- 29 أغسطس:  فينس ماكنيس، لاعب كرة قدم إنجليزي.
- 30 أغسطس:  وفيق السامرائي، قائد عسكري عراقي.
- 30 أغسطس:  ميخائيل غورباتشوف، آخر زعماء الاتحاد السوفيتي.
- 31 أغسطس:  عفيف طبارة، عالم مسلم وكاتب لبناني.
- 31 أغسطس:  عبد الكريم هاني، طبيب ووزير عراقي.
- 31 أغسطس:  نديم الياسين، كاتب وسياسي عراقي.

### سبتمبر

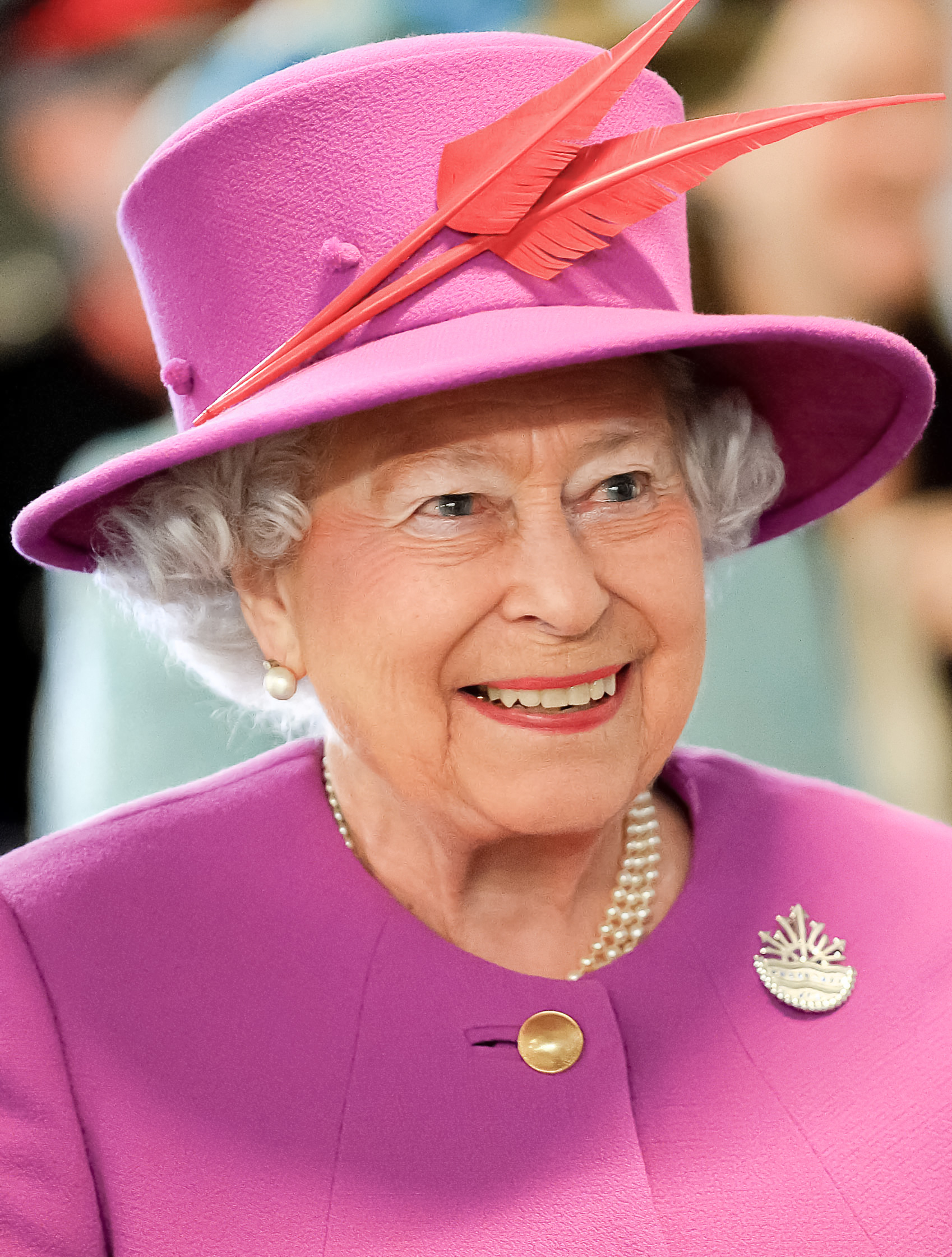
الملكة إليزابيث الثانية

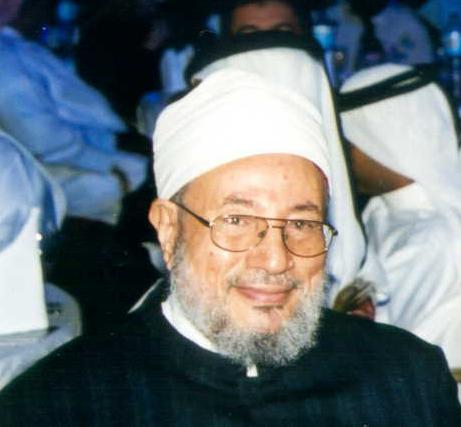
الشيخ يوسف القرضاوي

- 1 سبتمبر:  سامي مهدي، أديب وشاعر عراقي.
- 1 سبتمبر:  عباس معروفي، صحافي وروائي إيراني.
- 1 سبتمبر:  فيليب مان، كاتب بريطاني.
- 1 سبتمبر:  وفاء بن خليفة، إعلامية وكاتبة سعودية.
- 1 سبتمبر:  سلام الشماع، كاتب صحفي عراقي.
- 1 سبتمبر:  أرني شيفرز، ملاكم أمريكي.
- 1 سبتمبر:  بربارة إرينريك، كاتبة أمريكية.
- 2 سبتمبر:  نور الدين بكر، ممثل مغربي.
- 2 سبتمبر:  علي عبد الخالق، مُخرج مصري.
- 2 سبتمبر:  فرانك دريك، عالم فلك وفيزياء أمريكي.
- 2 سبتمبر:  مانويل دوارتي، لاعب كرة قدم برتغالي.
- 3 سبتمبر:  فتح الله المغاري، ملحن ومغني مغربي.
- 4 سبتمبر:  إلياس الزيات، فنان تشكيلي سوري.
- 4 سبتمبر:  بيتر ستروب، كاتب روائي أمريكي.
- 5 سبتمبر:  لارس فوجت، موسيقي ألماني.
- 5 سبتمبر:  هانس إدر، لاعب كرة قدم ألماني.
- 5 سبتمبر:  إيفا تسيلر، كاتبة ألمانية.
- 6 سبتمبر:  فهد الرجعان، مدير أعمال كويتي.
- 6 سبتمبر:  ماغدالينا رويث غيناثو، كاتبة أرجنتينية.
- 6 سبتمبر:  سيدني شوميكر، فيلسوف أمريكي.
- 6 سبتمبر:  مارشا هنت، ممثلة أمريكية.
- 7 سبتمبر:  رادوسلاف برجانين، مجرم حرب يوغوسلافي ثُمَّ صربي.
- 7 سبتمبر:  برنارد شو، مُقدِّم تلفزيوني أمريكي.
- 8 سبتمبر:  إليزابيث الثانية، ملكة المملكة المتحدة.
- 9 سبتمبر:  مارك ميلر، ممثل أمريكي.
- 10 سبتمبر:  إريك جونز، رسَّام قصص مُصورة أمريكي.
- 10 سبتمبر:  ويليام كلاين، مُصوِّر ومُخرج أمريكي فرنسي.
- 11 سبتمبر:  آلان تانر، مخرج أفلام سويسري.
- 11 سبتمبر:  محمد البدوي، كاتب تونسي.
- 11 سبتمبر:  خافيير مارياس، كاتب روائي إسباني.
- 11 سبتمبر:  محمد علي شمس الدين، أديب وشاعر لبناني.
- 11 سبتمبر:  حدو جدور، عداء مغربي.
- 12 سبتمبر:  رامزي لويس، عازف موسيقى الجاز أمريكي.
- 13 سبتمبر:  جاك تشارلز، ممثل أسترالي.
- 13 سبتمبر:  جان لوك غودار، مخرج سينمائي فرنسي.
- 13 سبتمبر:  عبد الرحمان مهداوي، لاعب ومدرب كرة قدم جزائري.
- 13 سبتمبر:  جيسي باول، مغني أمريكي.
- 13 سبتمبر:  برايان هيوسون، عدَّاء أولمبي بريطاني.
- 14 سبتمبر:  إيرين باباس، ممثلة ومغنية يونانية.
- 14 سبتمبر:  هنري سيلفا، ممثل أمريكي.
- 15 سبتمبر:  عبد الكريم بن سعود بن عبد العزيز آل سعود، أمير سعودي.
- 16 سبتمبر:  سمير مطاوع، وزير أردني.
- 17 سبتمبر:  فريدة صابونجي، ممثلة جزائرية.
- 19 سبتمبر:  فاروق وادي، كاتب وروائي وناقد فلسطيني.
- 19 سبتمبر:  باك يونغ إيل، سياسي كوري شمالي.
- 21 سبتمبر:  محمد أديب محمد آدم، سياسي ماليزي.
- 22 سبتمبر:  هشام سليم، ممثل مصري.
- 23 سبتمبر:  لويز فليتشر، ممثلة أمريكية.
- 23 سبتمبر:  فارو ساندرز، عازف ساكسفون جاز أمريكي.
- 23 سبتمبر:  كريم عواد، ممثل عراقي.
- 24 سبتمبر:  ذياب مشهور، فنان ومطرب سوري.
- 25 سبتمبر:  عائشة الشنا، ناشطة حقوقية مغرببة.
- 26 سبتمبر:  يوسف القرضاوي، عالم مسلم مصري قطري.
- 27 سبتمبر:  برونو بولشي، لاعب كرة قدم إيطالي.
- 27 سبتمبر:  مصطفى عبد المجيد سليم، شاعر مصري.
- 28 سبتمبر:  كوليو، مغني راب أمريكي.
- 28 سبتمبر:  أحمد الشيبة، عازف عود يمني.
- 30 سبتمبر:  خالد الزيلعي، لاعب كرة قدم سعودي.

### أكتوبر
- 1 أكتوبر:  روزيتا لوي، كاتبة روائية إيطالية.
- 2 أكتوبر:  ساشين ليتلفيزر، ناشطة حقوق مدنية أمريكية من الهنود الحمر.
- 3 أكتوبر:  أسامة عبد العظيم، عالم ازهري مصري.
- 3 أكتوبر:  شوقي متى، ممثلٌ لبناني.
- 3 أكتوبر:  ديفيد هويرتا، شاعر مكسيكي.
- 3 أكتوبر:  خيسوس كوينتيرو، صحافي إسباني.
- 4 أكتوبر:  ماجدة عاصم، مذيعة تلفزيون مصرية.
- 6 أكتوبر:  حفيظة الحسناوية، مغنية مغربية.
- 7 أكتوبر:  شوشانة نتنياهو، قاضية إسرائيلية.
- 7 أكتوبر:  بولس منجد الهاشم، مطران ماروني لبناني.
- 7 أكتوبر:  أوستن ستوكر، ممثل أمريكي ترينيدادي.
- 7 أكتوبر:  آن فلوود، ممثلة أمريكية.
- 8 أكتوبر:  برونو لاتور، فيلسوف فرنسي.
- 8 أكتوبر:  جون دونكان، لاعب ومدرب كرة قدم اسكتلندي.
- 8 أكتوبر:  غربن كارستينس، درَّاج هولندي.
- 9 أكتوبر:  نيكي فينكه، صحافية وكاتبة أمريكية.
- 9 أكتوبر:  إيلين ريان، ممثلة أمريكية.
- 9 أكتوبر:  كيفن طوماس، لاعب كرة قدم إنجليزي.
- 10 أكتوبر:  سيرجيو بريغينتي، لاعب ومدرب كرة قدم إيطالي.
- 10 أكتوبر:  مايكل كالان، ممثل أمريكي.
- 10 أكتوبر:  كيث إيدي، لاعب ومدرب كرة قدم إنجليزي.
- 11 أكتوبر:  فخري شهاب، اقتصادي كويتي.
- 11 أكتوبر:  أبو عبد السلام، عالم مُسلم جزائري.
- 11 أكتوبر:  أنجيلا لانسبيري، ممثلة بريطانية أمريكية أيرلندية.
- 12 أكتوبر:  منتهى سلطان الأطرش، صحافية وناشطة حقوقية سورية، ابنة الزعيم سلطان باشا الأطرش.
- 13 أكتوبر:  لينارت سودربرغ، لاعب ومدرب كرة قدم سويدي.
- 11 أكتوبر:  فخري شهاب، اقتصادي كويتي.
- 14 أكتوبر:  رالف فولتر، ممثل ألماني.
- 14 أكتوبر:  روبي كولترين، ممثل بريطاني.
- 14 أكتوبر:  تيد وايت، ممثل أمريكي.
- 15 أكتوبر:  خديجة البيضاوية، مُغنية شعبية مغربية.
- 15 أكتوبر:  بيلور قلقوان، ممثلة تركية.
- 15 أكتوبر:  جويس سيمز، مغنية أمريكية.
- 15 أكتوبر:  محمد عزير شمس الحق، عالم مُسلم وكاتب هندي.
- 16 أكتوبر:  عبد الله أبو راس، شاعر غنائي سعودي.
- 17 أكتوبر:  ألان هالسي، شاعر بريطاني.
- 17 أكتوبر:  آشوط سركيسوف، عالم فيزياء نووية سوفيتي ثُمَّ روسي.
- 17 أكتوبر:  أحمد أكبري، مُسايف إيراني.
- 18 أكتوبر:  طوم مادوكس، كاتب وروائي أمريكي.
- 18 أكتوبر:  روبرت جوردون، مغني أمريكي.
- 19 أكتوبر:  عمر بوراس، مُدرِّب كرة قدم أوروغوياني.
- 19 أكتوبر:  فيليب واروينج، ملاكم كيني.
- 19 أكتوبر:  جوانا سيمون، مغنية أوبرا أمريكية.
- 19 أكتوبر:  عبد الله الجعيثن، كاتب وأديب سعودي.
- 19 أكتوبر:  جون جاي أوسبورن الابن، كاتب وروائي ومحامي أمريكي.
- 21 أكتوبر:  خالد سامي، ممثل سعودي.
- 21 أكتوبر:  سيلفانا سواريز، عارضة أزياء أرجنتينية فازت بلقب ملكة جمال العالم لسنة 1978.
- 21 أكتوبر:  راينر شالر، رجل أعمال ألماني.
- 22 أكتوبر:  ديتريش ماتيشيتز، رجل أعمال نمساوي.
- 23 أكتوبر: عمو حاجي، أقذر رجل إيراني في العالم.
- 23 أكتوبر:  ليبور بيتشيك، قائد أوركسترا تشيكي.
- 24 أكتوبر:  ليزلي جوردن، ممثل وكاتب مسرحي أمريكي.
- 24 أكتوبر:  ليلى الشوا، فنَّانة فلسطينية.
- 24 أكتوبر:  بيتر يانغ، ممثل ومخرج صيني.
- 24 أكتوبر:  آشتون كارتر، وزير الدفاع الأمريكي.
- 25 أكتوبر:  فريد الديب، محامٍ مصري.
- 25 أكتوبر:  محمد عباس الأنصاري، عالم شيعي وناشط سياسي كشميري.
- 25 أكتوبر:  عثمان بطيخ، عالمُ مُسلم وسياسي تونسي.
- 25 أكتوبر:  جوليس باس، كاتب ومُخرج أمريكي.
- 25 أكتوبر:  مايك ديفيس، كاتب ومُؤرِّخ أمريكي.
- 26 أكتوبر:  غسان أسطفان، ممثل لبناني.
- 26 أكتوبر:  محمد عبد الحميد الشحات، قائد عسكري مصري.
- 26 أكتوبر:  بيير سولاج، رسام ونحات فرنسي.
- 26 أكتوبر:  جولي باول، كاتِبة أمريكية.
- 27 أكتوبر:  بهاء طاهر، كاتب وروائي مصري.
- 27 أكتوبر:  فيصل الياسري، مخرج وصحافي عراقي.
- 27 أكتوبر:  عبد العزيز بن عبد الفتاح القارئ، عالم مُسلم سعودي.
- 28 أكتوبر:  صفوان القدسي، سياسي وكاتب سوري.
- 28 أكتوبر:  جيري لي لويس، مغني أمريكي.
- 29 أكتوبر:  أحمد صالح الصالح، شاعر سعودي.
- 30 أكتوبر:  عبد الله شابو، شاعر وكاتب سوداني.
- 31 أكتوبر:  أسامة السيد، طباخ وشيف مصري.

### نوفمبر
- 3 نوفمبر: فاطمة برناوي، مُقاومة ومُمرضة فلسطينية.
  -  صادق هجرس، سياسي ومناضل جزائري.
  -  إبراهيم عبد الشفيع، مطرب ومُلحِّن مصري.
  -  عوزي أورنان لغوي وناشط إسرائيلي.
  -  دوجلاس ماك جراس ممثل أمريكي.
- 4 نوفمبر: إبراهيم منير: سياسي وداعية مصري.
- 5 نوفمبر: آرون كارتر: مغني راب أمريكي.
- 10 نوفمبر:  حميدي دهام الهادي الجربا، زعيم عشائري سوري.
- 11 نوفمبر:  وولف شنايدر، كاتب وناقد لغوي ألماني.
- 11 نوفمبر:  جون أنيستون، ممثل أمريكي.
- 12 نوفمبر:  مهران كريمي ناصري، لاجئ إيراني.
- 12 نوفمبر:  بود فريدمان، ممثل أمريكي.
- 12 نوفمبر:  محمد نجاة الله صديقي، عالم اقتصاد هندي.
- 13 نوفمبر:  محمد سلطان، ملحن وممثل مصري.
- 13 نوفمبر:  سامي فهمي، ممثل مصري.
- 14 نوفمبر:  أشرف طلفاح، ممثل أردني.
- 15 نوفمبر:  محمد السنعوسي، سياسي كويتي.
- 15 نوفمبر:  فيرونيكا هيرست، ممثلة بريطانية.
- 16 نوفمبر:  عبد المجيد ذنيبات، سياسي أردني.
- 16 نوفمبر:  روبرت كلاري، ممثل ومغني أمريكي.
- 16 نوفمبر:  نيكي أيكوكس، ممثلة أمريكية.
- 17 نوفمبر:  كين مانسفيلد، ملحن أمريكي.
- 18 نوفمبر:  محمد رفيع عثماني، عالم مسلم باكستاني.
- 18 نوفمبر:  فرنسيس جوزيف، لاعب كرة قدم إنجليزي.
- 20 نوفمبر:  هيبي دي بونافيني، ناشطة حقوقية أرجنتينية.
- 20 نوفمبر:  ميكي كون، ممثل أمريكي.
- 20 نوفمبر:  مايكل أرماند همر، رجل أعمال أمريكي.
- 21 نوفمبر:  علي إمام، كاتب بنغالي.
- 21 نوفمبر:  جمال الدين حوحو، سياسي جزائري.
- 22 نوفمبر:  ناصر حسين، مخرج سينمائي مصري.
- 22 نوفمبر:  روميو لحود، ملحن ومخرج مسرحي لبناني.
- 23 نوفمبر:  فيكرام جوكهيل، ممثل هندي.
- 24 نوفمبر:  مدني رحيمي، لاعب كرة قدم سعودي.
- 24 نوفمبر:  محمود الطحان، عالم مسلم محدث سوري.
- 26 نوفمبر:  ألبرت بيون، مخرج سينمائي أمريكي.
- 28 نوفمبر:  عبد العزيز المقالح، شاعر وأديب ولغوي يمني.
- 29 نوفمبر:  هيروشي هيرشي ميامرا، عسكري أمريكي.
- 30 نوفمبر:  جيانغ زيمين، رئيس جمهورية الصين.
- 30 نوفمبر:  أبو الحسن الهاشمي القرشي، ثالث أمراء الداعش.
- 30 نوفمبر:  عثمان سعدي، كاتب ودبلوماسي جزائري.

### ديسمبر

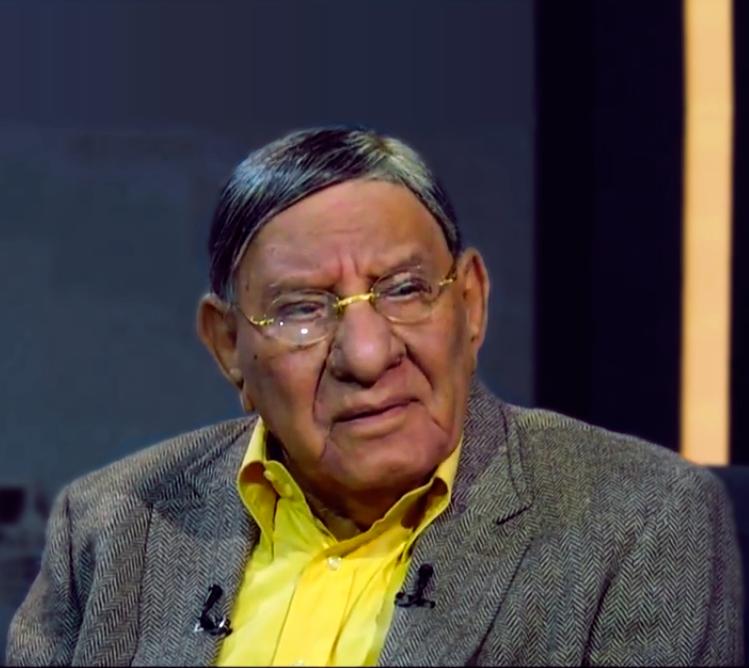
مفيد فوزي

ليث شبيلات

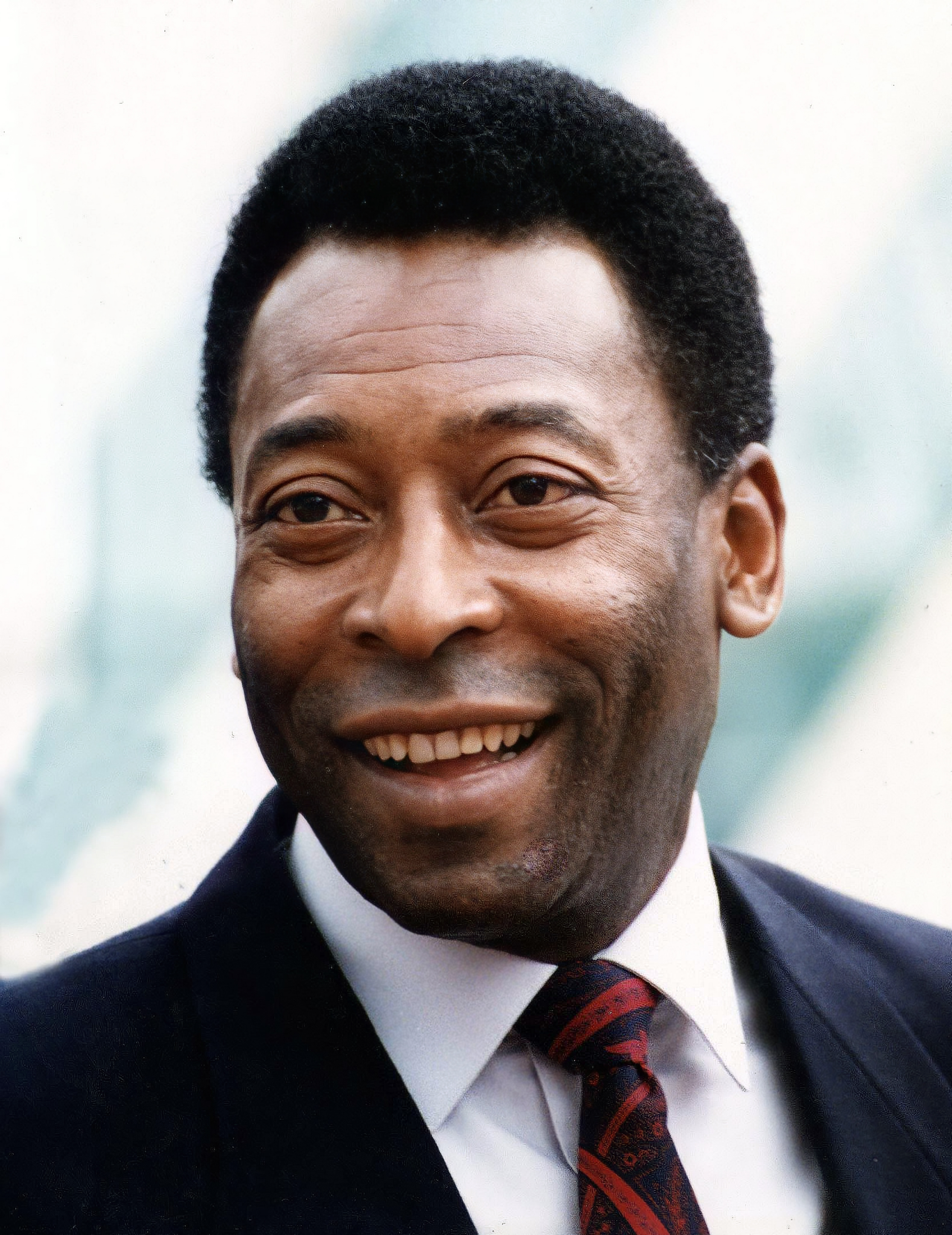
بيليه

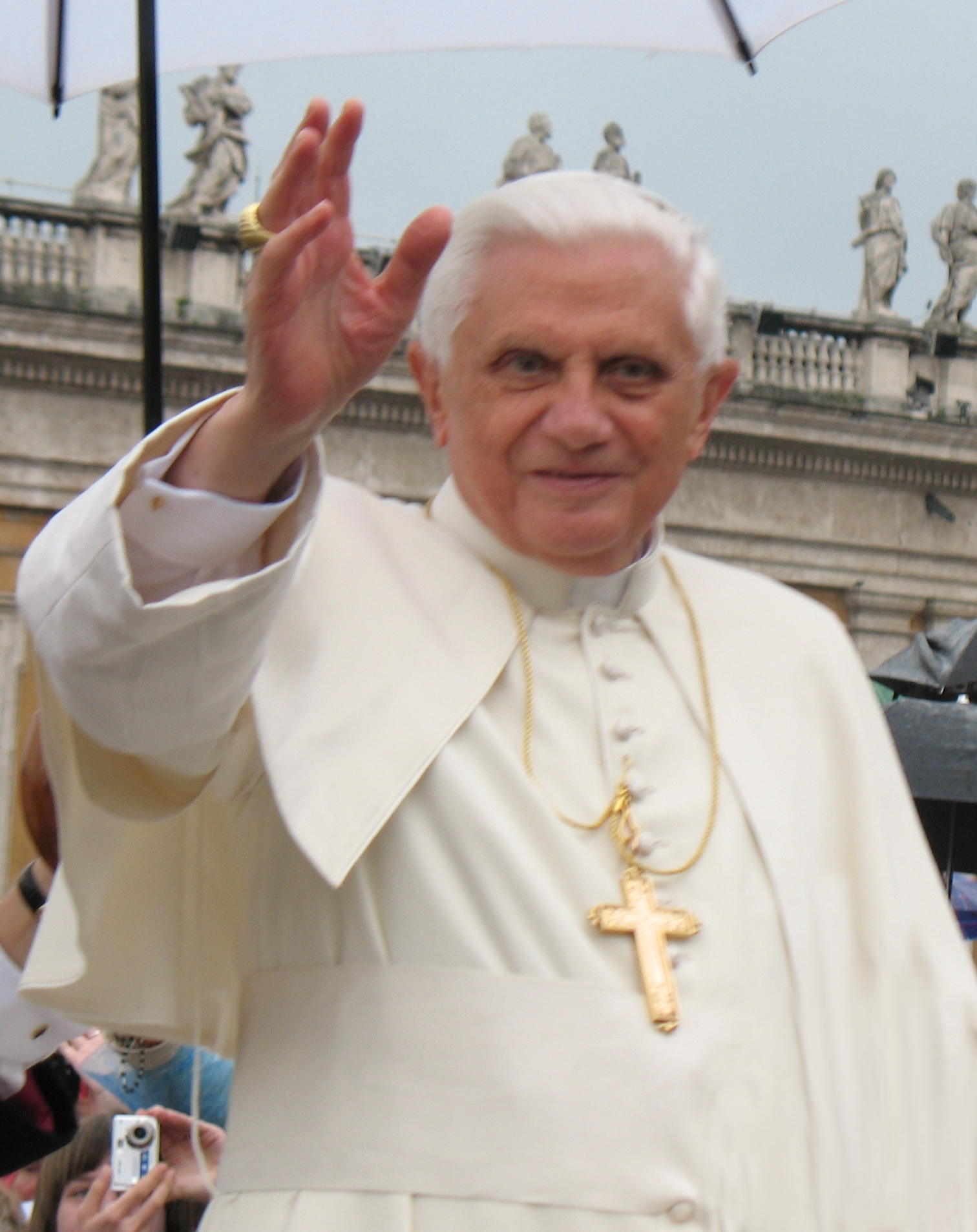
البابا بندكت السادس عشر

- 1 ديسمبر: ميلين ديمونجو، ممثلة فرنسية.
- 2 ديسمبر: عاصم علام، رجل أعمال مصري-بريطاني.
- 2 ديسمبر: محمود بياتي، لاعب كرة قدم إيراني.
- 4 ديسمبر: مفيد فوزي، إعلامي مصري.
- 4 ديسمبر: سعيد شيبان، طبيب ووزير جزائري.
- 14 ديسمبر: سليم الزعنون، سياسي فلسطيني.
- 14 ديسمبر: جين فرانكو، أديبة وناقدة أدبية بريطانية.
- 14 ديسمبر: جون هيوز، محرر وصحافي أمريكي.
- 14 ديسمبر: مايكل ريد، مُصوِّر سينمائي كندي.
- 16 ديسمبر: محمد صادق الحسيني الروحاني، مرجع وفقيه شيعي إيراني.
- 16 ديسمبر: روبرت آدمسون، شاعر وناشر أسترالي.
- 16 ديسمبر: خوسيه ماريا سيسون، ناشط سياسي وشيوعي فلبيني.
- 17 ديسمبر: ديتر هينريش، فيلسوف ألماني.
- 17 ديسمبر: بيانكا هيريديا، عارضة أزياء فنزويلية فازت بلقب ملكة جمال بلادها سنة 1956.
- 18 ديسمبر: ليث شبيلات، معارض سياسي أردني.
- 18 ديسمبر: محمد الأمين، رجل أعمال مصري.
- 18 ديسمبر: يحيى الرخاوي، طبيب نفسي وأديب مصري.
- 18 ديسمبر: لاندو بوزانكا، ممثل إيطالي.
- 18 ديسمبر: دانييلا جيوردانو، ممثلة إيطالي.
- 18 ديسمبر: أنديرس نيستروم، ممثل سويدي.
- 19 ديسمبر: جميلة دبش، سياسية تونسية.
- 19 ديسمبر: سلام الزوبعي، سياسي عراقي.
- 19 ديسمبر: هشام الشربيني، ممثل مصري.
- 19 ديسمبر: خلف دميثير، سياسي كويتي.
- 20 ديسمبر: محمد عبد الله محمد بوصخر، لاعب كرة قدم كويتي.
- 21 ديسمبر: طوني باري، ممثل أسترالي.
- 21 ديسمبر: ديان ماكباين، ممثلة أمريكية.
- 22 ديسمبر: خوليتا بينتو، كاتبة روائية كوستاريكية.
- 22 ديسمبر: رونان فابيرت، ممثل بريطاني.
- 23 ديسمبر: جورج كوهن، لاعب كرة قدم إنجليزي.
- 23 ديسمبر: سعاد الفاتح البدوي، أكاديمية وسياسية سودانية.
- 23 ديسمبر: تريفور فانكات، لاعب كرة مضرب جنوب أفريقي.
- 23 ديسمبر: إدغار أوبديغراف، لاعب غولف وطبيب أمريكي.
- 23 ديسمبر: ستيفن غريف، ممثل بريطاني.
- 23 ديسمبر: ديفيد دالتون، عازف كمان أمريكي.
- 24 ديسمبر: فيتوريو أدورني، درَّاج إيطالي.
- 24 ديسمبر: تونشا شارما، ممثلة هندية.
- 24 ديسمبر: آرتشر ماكلين، مبرمج ألعاب بريطاني.
- 24 ديسمبر: ماريو روزا، مُؤرِّخ إيطالي.
- 25 ديسمبر: ريتا والتر، ممثلة أمريكية.
- 26 ديسمبر: منيرة القبيسي، داعية إسلامية سورية.
- 26 ديسمبر: بلاسكو جيوراتو، مُصوِّر سينمائي إيطالي.
- 26 ديسمبر: كريستيان روبرتس، ممثل بريطاني.
- 27 ديسمبر: هاري شيبارد، عازف جاز أمريكي.
- 27 ديسمبر: أندريه ميكيل، مُؤرِّخ ومُستعرب فرنسي.
- 28 ديسمبر: ليندا دي سوزا، مغنية برتغالية.
- 29 ديسمبر: بيليه، لاعب كرة قدم برازيلي.
- 29 ديسمبر: روجيرو ديوداتو، مخرج سينمائي إيطالي.
- 29 ديسمبر: إيان تايسون، مغني كندي.
- 29 ديسمبر: فيفيان ويستوود، مصممة أزياء بريطانية.
- 30 ديسمبر: بربارة جيل والترز، صحفية وكاتبة ومذيعة أمريكية.
- 31 ديسمبر: بندكت السادس عشر، بابا الكنيسة الكاثوليكية الخامس والستين بعد المائتين.

## جوائز عالمية

### جوائز نوبل
- في الكيمياء –  كارولين بيرتوزي،  مورتن ميلدال،  كارل باري شاربلس.
- في العلوم الاقتصادية –  بن برنانكي،  دوغلاس دايموند،  فيليب ديبفيج .
- في الأدب –  آني إرنو.
- في السلام: –  أليس بيالياتسكي، وميموريال - مركز الحريات المدنية.
- في الفيزياء –  آلان أسبيه،  جون كلوزر،  أنطون تسايلينغر.
- جائزة نوبل في الطب أو علم وظائف الأعضاء –  سفانتي بابو.

### جوائز الأوسكار
- انظر > حفل توزيع جوائز الأوسكار الرابع والتسعون.

### جائزة الملك فيصل العالمية
- جائزة فرع اللغة العربية والأدب:
- جائزة فرع الدراسات الإسلامية:
- جائزة الطب:
- جائزة العلوم:

### الجائزة العالمية للرواية العربية
- فاز الكاتب الليبي  محمد النعاس بالجائزة عن روايته خبز على طاولة الخال ميلاد.[7]

### رياضة
- 17 يناير –
  -  البولندي روبرت ليفاندوفسكي يتوج بجائزة الفيفا لأفضل لاعب.
  -  الإسبانية أليكسيا بوتياس تتوج بجائزة الفيفا لأفضل لاعبة ضمن حفل توزيع جوائز الفيفا للأفضل كرويًّا 2021.
- 6 فبراير –  منتخب السنغال لكرة القدم يحرز كأس الأمم الأفريقية للمرة الأولى بتغلبه على نظيره المصري بركلات الترجيح.
- 12 فبراير – نادي تشيلسي الإنجليزي يُتوج بكأس العالم للأندية بالفوز على نادي بالميراس البرازيلي بـ«2-1».
- 29 و 30 فبراير – بطولة أستراليا المفتوحة للتنس: الإسباني  رافاييل نادال يفوز باللقب بعد مباراة مذهلة أمام دانييل ميدفيديف. وفي بطولة الإناث: فازت الأسترالية  أشلي بارتي أمام الأميركية دانيال كولينز.
- 7 مايو – فازت التونسية  أنس جابر، ببطولة مدريد المفتوحة للأساتذة، بعد فوزها على الأمريكية جيسيكا بيغلا، لتصبح أول لاعبة عربية وإفريقية تفوز بأحد بطولات التنس الكُبرى التسع.
- 20 مايو – نادي النهضة البركانية المغربي يُحرز كأس الاتحاد الأفريقي بعد الفوز على نادي أورلاندو بيراتس الجنوب أفريقي بركلات الترجيح 5-4 بعد التعادل 1-1 في الوقتين الأصلي والإضافي، في مدينة أويو النيجيرية.
- 28 مايو – ريال مدريد يفوز على ليفربول بهدف نظيف ويتوج بدوري أبطال أوروبا للمرة 14 في تاريخه.
- 20 يونيو – التونسية أنس جابر، المصنفة رابعة عالمياً، تصبح أول لاعبة عربية تفوز ببطولة برلين لكرة المضرب للسيدات على الملاعب العشبية، بعد فوزها في النهائي على السويسرية بيلندا بنشيتش.
- 25 أغسطس – توج الفرنسي كريم بنزيما مهاجم ريال مدريد الإسباني، بجائزة أفضل لاعب لكرة قدم في أوروبا لموسم الرياضي 2021-2022.
- 17 أكتوبر – تُوج كريم بنزيمة، بجائزة الكرة الذهبية لأحسن لاعب في العالم لعام 2022، متقدما على لاعب بايرن ميونيخ والمنتخب السنغالي، ساديو ماني.
- 22 أكتوبر – نادي السيب العُماني يُتوج بكأس الاتحاد الآسيوي ويمنح سلطنة عمان أول لقب قاري.
- 18 ديسمبر -  منتخب الأرجنتين لكرة القدم يحقق كأس العالم للمرة الثالثة في تاريخه، بعد تغلبه بركلات الترجيح على نظيره الفرنسي في مباراة النهائي، واختيار ليونيل ميسي أفضل لاعب في البطولة.